# آرامگاه کوروش بزرگ
آرامگاه کورش بزرگ مقبره کوروش دوم هخامنشی است، با بنایی بی‌پیرایه و معماری منحصربه‌فرد، که در فاصله حدود یک کیلومتری جنوب غربی کاخ‌های پاسارگاد قرار دارد. این بنا از همه سوی دشت مرغاب پیداست، به‌ویژه اگر از سمت جنوب غربی از راه باستانی گذر کنیم و از تنگه بلاغی وارد دشت شویم، نخستین چیزی که جلب توجه می‌کند آرامگاه کوروش است. این اثر در سال ۲۰۰۴ میلادی به عنوان زیر مجموعه پاسارگاد تحت شماره ۱۱۰۶ در میراث جهانی یونسکو ثبت شده است.
آرامگاه کوروش تنها بنایی در پاسارگاد است که توصیف آن در منابع یونانی آمده است. از قدیمی‌ترین توصیف‌های مربوط به آرامگاه کوروش می‌توان به توصیف اریستوبولوس، یکی از همراهان اسکندر مقدونی در لشکرکشی‌اش به قلمرو هخامنشیان نام برد که توسط آریان در کتاب آناباسیس اسکندر بدین شکل ثبت شده است: قسمت‌های پایینی آرامگاه از سنگ‌هایی تشکیل شده بود که به شکل مربع بریده شده بودند و در کل یک قاعده مستطیلی شکل را تشکیل می‌دادند. بالای آرامگاه یک اتاق سنگی بود که یک سقف و یک در داشت و به قدری باریک بود که یک مرد کوتاه قد به‌سختی می‌توانست داخل اتاق شود. در داخل اتاق یک تابوت طلایی وجود داشت که پیکر کوروش را در داخل آن قرار داده بودند. یک نیمکت نیز با پایه‌هایی از طلا در کنار تابوت قرار داشت. یک پرده بابلی پوشش آن (احتمالاً نیمکت) بود و کف اتاق نیز با فرش پوشانده شده بود. یک شنل آستین‌دار و سایر لباس‌های بابلی روی آن قرار داشتند. شلوارها و جامه‌های مادی در اتاق یافت می‌شد، بعضی تیره و بعضی به رنگ‌های دیگر بودند. گردن‌بند، شمشیر، گوشواره‌های سنگی با تزیینات طلا و یک میز نیز در اتاق بودند. تابوت کوروش بین میز و نیمکت قرار داشت. در محوطه آرامگاه یک ساختمان کوچک برای روحانیون وجود داشت که وظیفه نگهداری آرامگاه کوروش را بر عهده داشتند.
در سال ۵۲۹ پیش از میلاد، کوروش به قبایل سکاها در آسیای مرکزی (شمال شرق ایران) حمله کرد و در جنگ با ماساگت‌ها کشته شد. وی را در این مقبره دفن کردند.

## مشخصات بنا

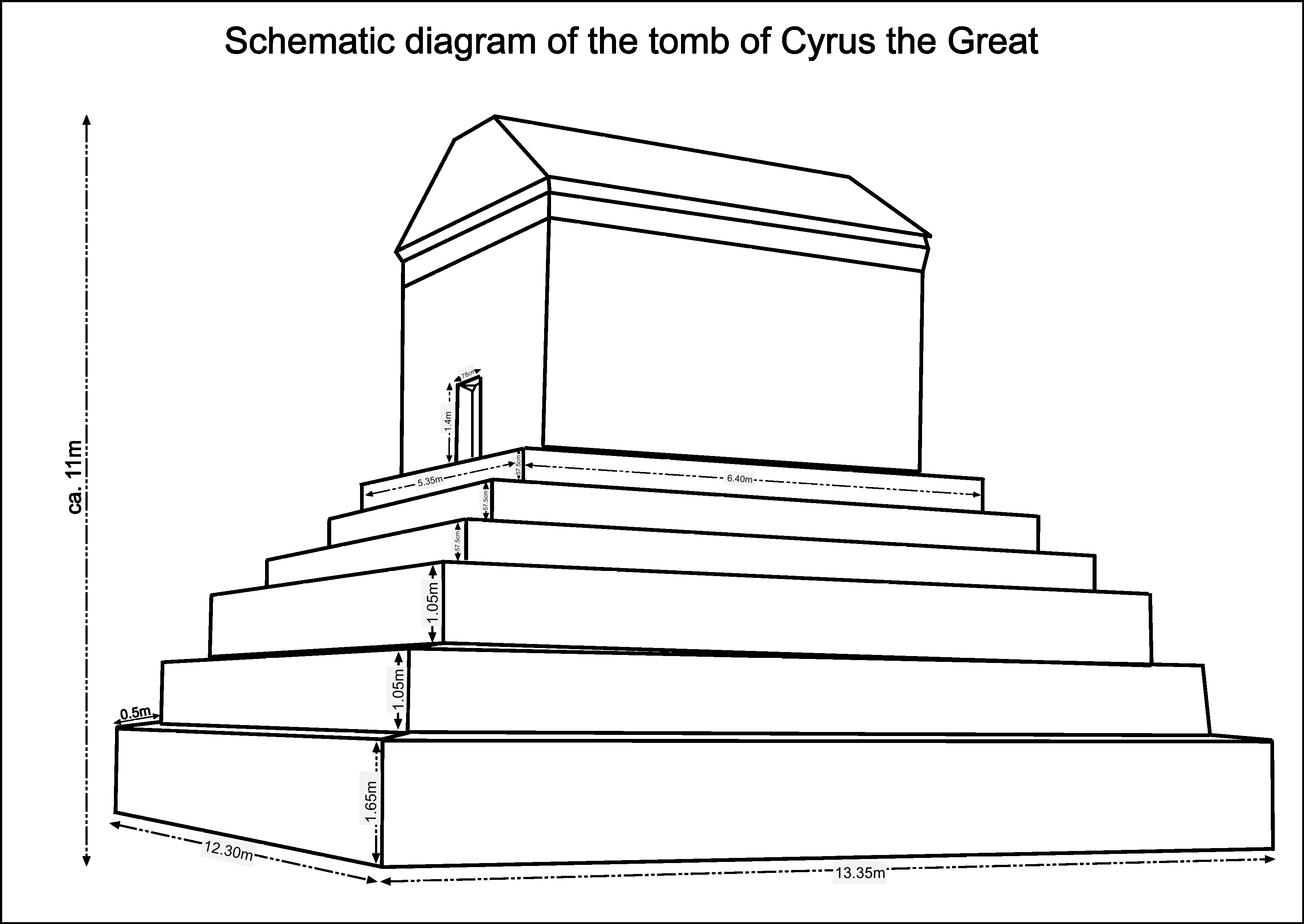
نقشهٔ آرامگاه کوروش. برای خواندن ابعادِ نقشه، روی نگاره کلیک کنید.

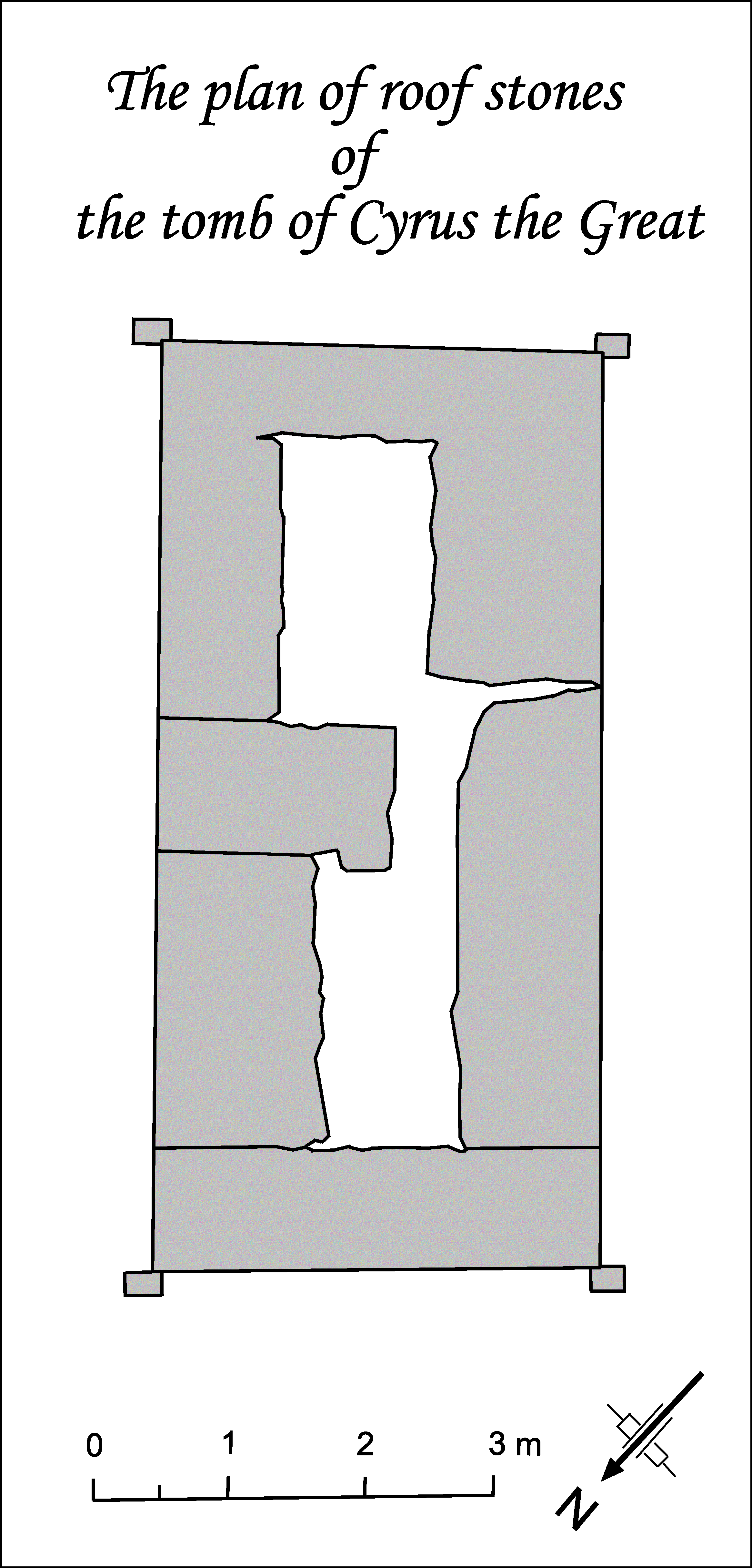
نقشهٔ سنگ‌های سقف اتاقک آرامگاه کوروش بزرگ. این نقشه بر پایهٔ طرح دیوید استروناخ ترسیم شده است.

طرح آرامگاه کوروش از نمای بالا، اثر ارنست هرتسفلد. هرتسفلد این طرح را بین سال‌های ۱۹۰۵ و ۱۹۲۸ (به احتمال زیاد در ۱۹۰۵) کشیده است. در این نما، سقف آرامگاه بُرِش خورده است و قسمت شیروانی‌مانند و فضای خالیِ زیر آن برداشته شده‌اند تا اتاقک آرامگاه دیده شود. دیوارهای ضخیم اتاقک، که حدود ۱٫۵ متر ضخامت دارند، قابل توجه‌اند. ابعاد داخلی اتاق: ۳٫۱۷ متر طول، ۲٫۱۱ عرض، و ۲٫۱۱ متر ارتفاع. همچنین، رویش گیاهان در سنگ‌های خارجی آرامگاه قابل توجه است که باعث تخریب سنگ‌ها نیز شده بود.

طرح محوطهٔ آرامگاه کوروش از نمای بالا، اثر ارنست هرتسفلد. به ستون‌ها و دیوارها توجه کنید که در زمان بازدید هرتسفلد در محوطهٔ آرامگاه وجود داشتند. دیوارها احتمالاً به مسجد پاسارگاد تعلق داشته‌اند.

آرامگاه کوروش در گوشهٔ جنوبیِ محوطه‌ای جا دارد که زمانی بوستان شاهیِ پاسارگاد بوده است و از سنگ‌های آهکیِ سفیدی که به زردی متمایل است و احتمالاً از معدن سیوند تأمین شده است، بنا شده است. ساختمان آرامگاه ۲۵۰۰ سال در برابر عوامل مخرب طبیعی و غیرطبیعی پایداری کرده است و هنوز در دشت پاسارگاد پابرجاست. قاعده یا زیربنای اصلی آن سکویی است سنگی که طرح آن یک مربع‌مستطیل به طول ۱۳٫۳۵ متر و عرض ۱۲٫۳۰ متر می‌سازد. این ساختمان از دو قسمتِ کاملاً متمایز تشکیل شده است؛ یک سکوی سنگی شش‌پله‌ای، و یک اتاق با سقف شیروانی بر فراز پلهٔ ششم.
ارتفاع کلیِ بنا اندکی بیش از ۱۱ متر است. سکوی اول — که پلهٔ اول را تشکیل می‌دهد — ۱۶۵ سانتیمتر ارتفاع دارد، اما حدود ۶۰ سانتیمتر آن در اصل نتراشیده و پنهان بوده است؛ یعنی این هم مانند پلکان دوم و سوم دقیقاً ۱۰۵ سانتیمتر ارتفاع داشته است. پلکان چهارم و پنجم و ششم هر یک ۵۷٫۵ سانتیمتر ارتفاع دارند. پهنای سکوها نیم متر است و سطح سکوی ششمین که قاعدهٔ اتاق آرامگاه را تشکیل می‌دهد، حدود ۶٫۴۰ متر در ۵٫۳۵ متر است.
اتاق آرامگاه دارای ۳٫۱۷ متر طول، ۲٫۱۱ متر عرض، و ۲٫۱۱ متر ارتفاع است. دیوارش ستبر است و تا ۱٫۵ متر ضخامت دارد و از چهار ردیف سنگِ نیک‌تراشیده درست شده است. ردیف‌های اول و دوم بلندتر از ردیف سوم و چهارم‌اند و در ضلع شمال غربی ظاهراً دری دولنگه که به‌صورت کشویی باز می‌شد، وجود می‌داشت که اینک از بین رفته است. مدخل کنونی ۷۸ سانتی‌متر پهنا و ۱۴۰ سانتی‌متر بلندی دارد و آستانهٔ آن نیز عمیق است. در هر یک از دو گوشهٔ آستانهٔ کوچک، یک فرورفتگی برای پاشنهٔ درها درست کرده‌اند و شیارهایی افقی به عمق ۱۶ سانتیمتر در یک سمت و ده سانتی‌متر در سمتی دیگر، تا دو لنگه در هنگام بازشدن در آن‌ها راه یابند و جای گیرند.
در پیشانی اتاق آرامگاه، یعنی در مثلث بالای درگاه، یک گل بسیار آراسته نقش کرده بودند که امروز تنها نیمی از آن، آن هم به صورت بسیار ضعیف، باقی مانده است. مسافری اروپایی به نام یوهان آلبرشت فون ماندلسلو در سال ۱۶۳۸ میلادی این گل را دیده است و تصویر آن را نیز در نقشی که از آرامگاه کوروش کشیده، آورده است، ولی تا مدت‌ها این نقش از یاد رفته بود یا به صورت دیگری تعبیر می‌شد، تا آنکه دیوید استروناخ در سال ۱۹۶۴ میلادی آن را بازیافت و توصیف و تفسیر کرد. گل مورد بحث ۱۲ پَرِ اصلی می‌داشت که خارج از محوطهٔ آن ۲۴ پَرِ دیگر و بیرون از اینها ۲۴ پَرِ نوک‌دارِ دیگر آورده بودند. این نقش به تصویر خورشید می‌ماند و با توجه به اینکه ایرانیان نام کوروش را با خورشید تطابق داده بودند، این گل خورشیدی نماد و مظهر شخص کوروش و نمودار مقام روحانی او نزد ایرانیان بوده است.
سقف آرامگاه از درون صاف و ساده است، ولی از بیرون شیروانی‌شکل است و شیب دوطرفهٔ ان به شکل عدد هشت است. این سقف از دو سنگ گران‌پیکر ساخته شده است که بر روی آن یک سنگ هرمی به قاعدهٔ ۶٫۲۵ متر در ۳ متر و به کلفتی نیم متر قرار گرفته است و بر روی آن، سنگ بالای سقف جای می‌داشت، که اکنون موجود نیست. گمان می‌رود که طبق سنت هخامنشی، برای سبک شدن و بهتر جابه‌جا کردن سنگ‌های گران، داخل سقف را گود کرده‌اند. فرصت‌الدوله شیرازی به وجود فضای خالیِ میان سقف درون و سقف شیب‌بامی بیرون پی برده‌بود و آن را محل دفن مرده دانسته بود:

سقف آن [آرامگاه] از طرف بیرون شیب‌بامی است، ولی از درون مسطح است؛ لهذا از پشت این سقف مسطح اندرون تا زیر مقعر سقف بیرون مجوف [= خالی] است به شکل مثلث، و آنجا محل دفن مرده بوده و در زمان‌های گذشته پشت بام را سوراخ کرده و سنگ‌هایش را شکسته‌اند. بعضی از اهالی که از آنجا بالا رفته، آن دخمه را دیده‌اند، مذکور بودند که در آن تابوت از سنگ نهاده‌اند و مرده در آن تابوت بوده. اکنون جسد هَباءِ منثور است [مثل غبارِ پراکنده است].

این قسمت میان‌تهی که فرصت شیرازی از آن یاد می‌کند، عبارت است از یک گودی به طول ۴٫۷۵ متر که حدود یک متر عرض دارد و ۸۵ سانتیمتر عمق. برای این‌که درازیِ این گودی استقامتِ سقف را متزلزل نکند، آن را دوتکه‌ای ساخته‌اند. ولی این نظر که فضای خالی محل قرار گرفتن تابوت یا حتی دو تابوت (با توجه به تقسیم فضای میان‌تهی به دو) بوده است، در گذشته طرفدارانی داشته است.
کف اتاقِ آرامگاه از دو تخته‌سنگ سترگ تشکیل شده است. طبق گزارش جرج کرزن (۱۸۹۲م) تخته‌سنگ بزرگ‌تر از حفره‌های بزرگی که در آن کنده شده بود آسیب دیده بود. احتمالاً برای اینکه معلوم شود زیرش چیست.
بنای آرامگاه بدون ملاط ساخته شده بود، ولی بست‌های فلزیِ دُم‌چلچله‌ای، سنگ‌های آن را به هم متصل می‌کرد که تقریباً همهٔ آن‌ها را کنده و برده بودند و گودی‌های ناخوشایندی به جای گذارده بودند که به استقامت بنا آسیب می‌رساند. تیمی تحت سرپرستی علیرضا شاپور شهبازی، تا آنجایی که می‌شد این گودی‌ها را با تکه‌سنگ‌هایی که از معدن سیوند آورده بودند، تعمیر کرد.
کسانی که در قرن نوزدهم از آرامگاه بازدید کرده‌اند و مشاهداتشان را ثبت کرده‌اند، سخن از ستون‌های دورِ آرامگاه کوروش رانده‌اند. لیک در حال حاضر اثری از این ستون‌ها و سایر بناهای اطراف آرامگاه نمانده است. برای نمونه، فرانتس هاینریش وایسباخ، محقق و خاورشناس آلمانی، که در اواخر قرن نوزدهم میلادی از پاسارگاد بازدید کرده و شرحی از بناهای موجود در پاسارگاد نوشته است، توصیفی به شرح زیر از ستون‌های دورِ آرامگاه کوروش داده است:

سه طرف آرامگاه را ۲۲ ستون احاطه کرده‌اند. اثراتی از دیواری دولایه که ستون‌ها را احاطه کرده است دیده می‌شود. طول هر یک از ردیف ستون‌هایی که مقابل هم قرار گرفته‌اند ۳۰ متر و طول ردیف ستون‌هایی که به این دو ردیف عمود است ۳۲ متر است. طول دو ردیف مقابل هم از دیوار داخلی ۳۵ متر و طول بخش دیگر از دیوار داخلی ۴۲ متر است. در اینکه دیوار خارجی از ابتدا وجود داشته است، شک و تردید هست. دیوار خارجی دیوار عظیمی است که باقی‌مانده‌هایی از یک دروازه بدان تکیه کرده است.

چند دهه پیش از وایسباخ، کِر پورتر که در سال ۱۸۱۸م از آرامگاه دیدن کرده بود، دیده‌های خود را از وضعیت ستون‌ها چنین بیان کرده است:

یک منطقهٔ وسیع که محدودهٔ آن به وسیلهٔ پایهٔ ۲۴ ستونِ گِرد مشخص شده است، ساختمان [آرامگاه] را به مانند یک مربع در میان گرفته است. قطر هر ستون ۳ پا و ۳ اینچ [تقریباًّ ۹۹ سانتیمتر] است. هر ضلع مربع توسط ۶ ستون کامل می‌شود که فاصلهٔ هر ستون از ستون کناری‌اش ۱۴ پا [تقریباً ۴٬۲۷ متر] است. ۱۷ ستون هنوز ایستاده هستند، ولی دور و برشان انباشته از آشغال است، و خام‌دستانه توسط دیواری گِلی به هم وصل شده‌اند.

دربارهٔ منشأ سبک معماریِ بنا نظرات متفاوتی ابراز شده است. طیف این نظرات گسترده است و شامل منشأ یونانیِ آسیای صغیر، میان‌رودی، مصری، عیلامی، و ایرانیِ اصیل می‌شود.  بهرام فره‌وشی دربارهٔ پوشش خرپشتهای روی آرامگاه کوروش نوشته است که گورهای آریائیانی که نخستین بار به سیلک آمده‌اند نیز به همین ترتیب پوشانده شده است، و این می‌رسانَد که هنوز نخستین پادشاهان هخامنشی آرامگاه‌های خود را بنابر رسم قدیم و به‌طوری‌که در نواحی باران‌خیز شمال ایران‌زمین معمول بوده، می‌ساختند.

## کتیبه‌های آرامگاه در منابع یونانی
آریان، استرابون و پلوتارک به تفصیل از مقبرهٔ کوروش سخن رانده‌اند. آریان نوشته است که روی آرامگاه کوروش نوشته‌ای به خط میخی پارسی باستان وجود داشت به این مضمون:
ای انسان، من کوروش پسر کمبوجیه هستم که شاهنشاهی پارس را بنیاد کردم و شاه (کل) آسیا بودم. پس به این آرامگاه و بر من رشک مبر.
این نوشته با اختلاف بسیار کمی توسط استرابون و پلوتارک نیز نقل شده است. اگرچه تحقیقات جدید درستی وجود چنین نوشته‌ای در آرامگاه کوروش را زیر سؤال برده است اما ساختار ساده و بدون تزئین بنا مضمون همین نوشته را منتقل می‌کند.
داندامایف معتقد است که جملهٔ «بر من رشک مبر» به‌وضوح دلالت دارد بر اینکه کتیبهٔ مزبور از آرامگاه کوروش اخذ نشده است، بلکه مولود افکار و خیالات واهی و بی‌اساس یونانیان است. به گفتهٔ وی در هیچ‌یک از کتیبه‌های هخامنشیان نظیر چنین مطلبی دیده نمی‌شود ولی از طرف دیگر «رشک می‌برم» غالباً بر سنگ آرامگاه‌های یونانی دیده می‌شود. وانگهی به نظر داندامایف اصلاً این عبارات مخالف تصور پارسیان قرن ششم (پیش از میلاد) دربارهٔ ناپایداری و عدم ثبات عظمت و بزرگی زمین است، درحالی‌که مؤلفان یونانی برای این مطلب اهمیت خاصی قائل‌اند.
استرابون متن کتیبهٔ دیگری در آرامگاه کوروش را به نقل از اُنِسیکْریت آورده است: «اینجا آرامگاه من کوروش شاهنشاه است». در روایت انسیکریت این کتیبه به دو زبان فارسی [باستان] و یونانی ولی هر دو به خط فارسی آمده بود. داندامایف مضمون و اسلوب این کتیبه را که خالی از نظرات فلسفی یونانیان است به آنِ کتیبه‌های سایر پادشاهان هخامنشی نزدیک می‌داند؛ ولی در وجودش — بدان نحو که توصیف شده است — تردید می‌کند. چه به عقیدهٔ وی به خط میخی نمی‌توان زبان یونانی را نوشت. به علاوه، او انسیکریت را با توجه به روایت‌هایش از عجایب هند، نظیر داستان اسب آبی و مارهایی به طول ۴ متر، راوی موثقی نمی‌داند. داندامایف در نهایت نتیجه می‌گیرد که از آنجایی که اغلب مؤلفان یونانی دربارهٔ کتیبه‌های منقوش بر روی مقبره کوروش مطالبی نگاشته‌اند، بر روی آرامگاه کوروش در پاسارگاد در واقع کتیبه‌هایی وجود داشته است؛ ولی این کتیبه‌ها اولاً مضمونشان نوع دیگری بوده است و در ثانی امکان دارد که آن‌ها در زمان کوروش تهیه نشده باشند، بلکه بعد از مرگ وی در دوران شاهنشاهی داریوش تدوین یافته باشند، زیرا معمولاً کتیبه‌های سنگ‌های آرامگاه پس از مرگ تنظیم می‌گردد.

## توصیف آرامگاه در منابع یونانی
آریانوس در کتابش (آناباسیس) چنین آورده است:
بسترش را رواندازهای بابلی و زیراندازی از پوست‌های ارغوانی‌رنگ تشکیل می‌داد. بر روی بستر جامه‌ای پارسی و نیم‌تنه‌های کار بابل دیده می‌شد. آریستوبول می‌افزاید که در آنجا پای جامه‌های ماد و جامه‌هایی به الوان آبی، بنفش و الوان دیگر، طوق‌ها و شمشیرها و گوش‌واره‌های زر مرصع به سنگ‌های گرانبها نیز نهاده بودند. میزی نیز بود. بین میز و بستر، تابوت قرار داشت، که جسد کوروش در آن بود.

## سرگذشت آرامگاه

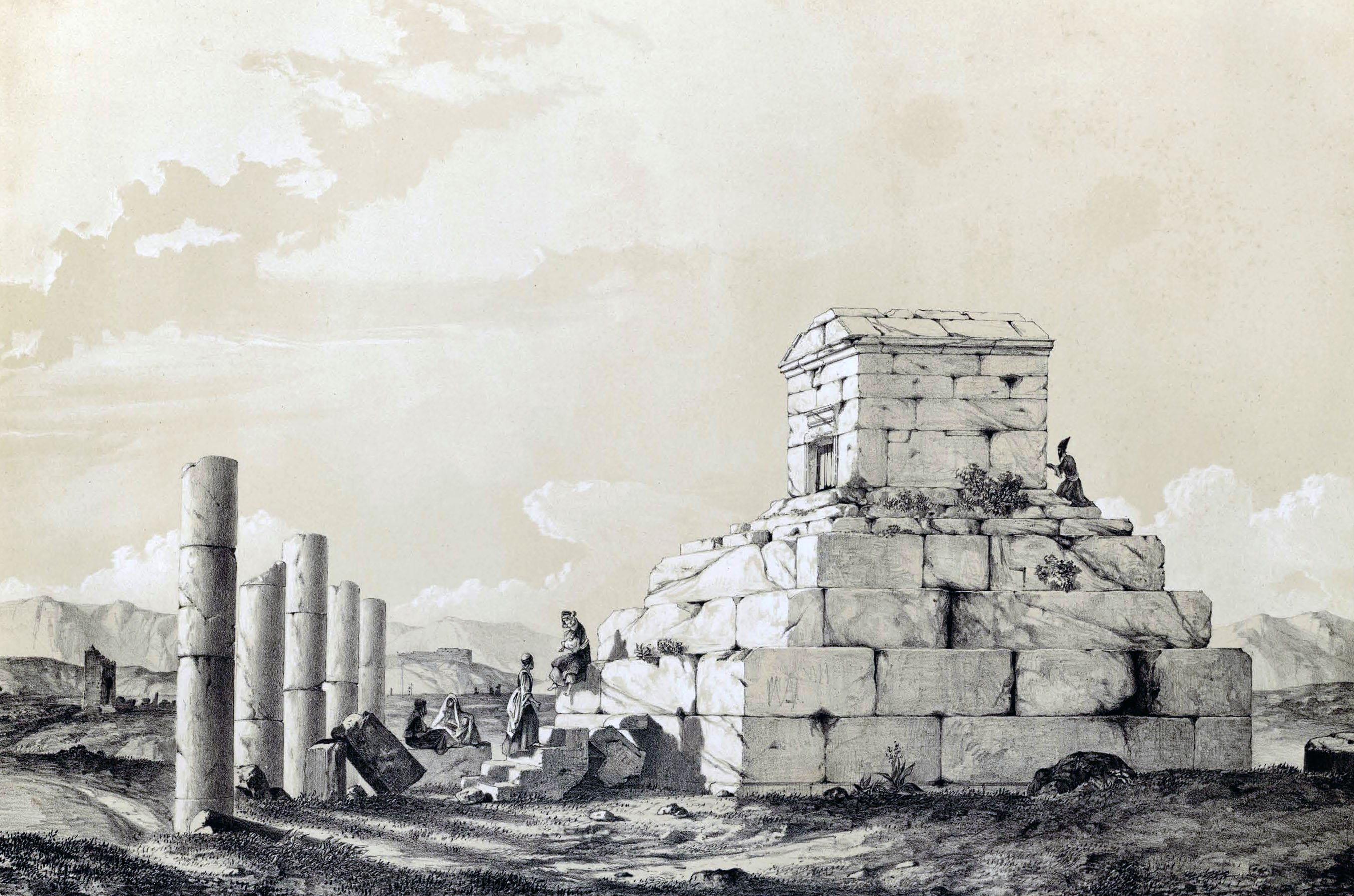
نقاشی اثر اوژن فلاندن ترسیم شده در سال ۱۸۴۰ در کتاب مشترک با پاسکال کوست که آن را آرامگاه منتسب به کورش عنوان کرده‌اند.

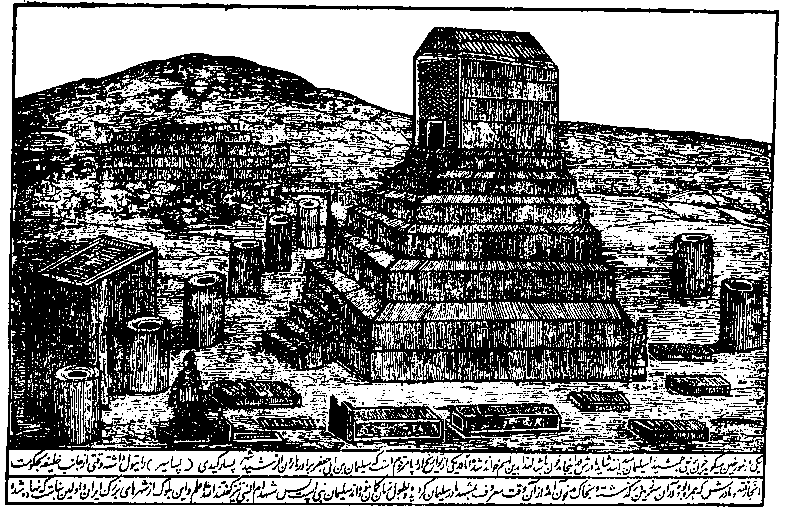
نقاشی‌ای از آرامگاه کوروش بزرگ اثر فرصت شیرازی (۱۲۷۱ – ۱۳۳۹ق). به پایه‌های ستون‌ها توجه شود.

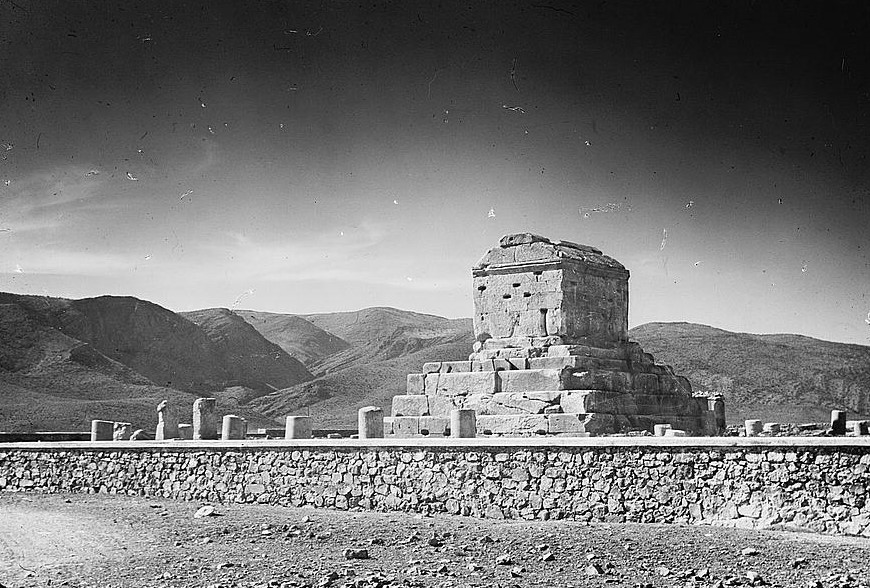
تصویر آرامگاه در سال ۱۸۹۸

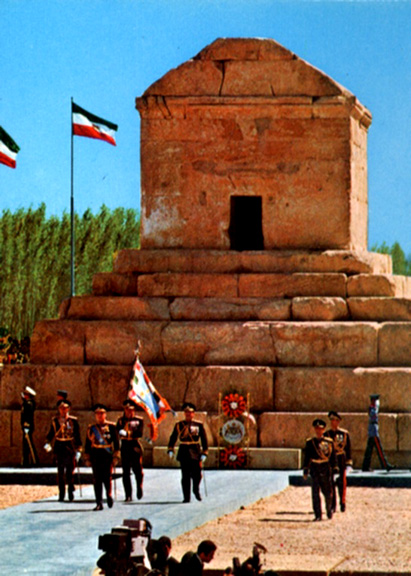
محمدرضا شاه پهلوی در کنار آرامگاه کوروش در جریان برگزاری جشن‌های ۲۵۰۰ ساله شاهنشاهی ایران.

آرامگاه کوروش که به احتمال زیاد پیش از مرگ وی و به فرمان خودش ساخته شده است، در همه دوره هخامنشی مقدس به‌شمار می‌رفت و به خوبی از آن نگهداری می‌کردند. به گفتهٔ آریان، در زمان شاهنشاهی کمبوجیه، مغانی که وظیفه نگهداری از آرامگاه کوروش را داشتند، سهمیه‌ای به شرح یک گوسپند و مقدار معینی شراب و خوراکی در روز و یک اسب در ماه جهت قربانی کردن برای کوروش بزرگ، از شاهنشاه دریافت می‌کردند. در حمله اسکندر مقدونی یکی از مقدونی‌ها در این آرامگاه را شکسته و اشیا آن را تاراج کرده و کالبد را گزند رسانده بود. اسکندر دستور داد آرامگاه کوروش را مرمت کنند. هکل و یاردلی با اشاره به مرمت آرامگاه و نقل قولی از پلوتارک مبنی بر مجازات عاملان تعارض به آرامگاه می‌نویسند که هدف اسکندر از این کار علاقهٔ شخصی او به کوروش و حرکتی خیراندیشانه/سیاسی بود تا بتواند خود را جانشین مشروع کوروش و هخامنشیان معرفی کند. از وضعیت آرامگاه در دوره‌های اشکانی و ساسانی اطلاع چندانی در دست نیست.
در دوره اسلامی تعبیر اصلی بنا دیگر مشخص نبود و از سوی دیگر مردم هم ساخت بناهای با عظمت سنگی را خارج از قوه بشریت می‌دانستند و به سلیمان که طبق عقاید اسلامی، دیوان را برای کارهای دشوار در خدمت داشته است، نسبت می‌دادند. به‌همین جهت آرامگاه کوروش بزرگ را هم از بناهای سلیمان می‌شمردند و آن را به مادر او منسوب می‌کردند و «مشهد مادر سلیمان» می‌خواندند. در دوران اتابکان فارس به دست سعد بن زنگی در سال ۶۲۰ یا ۶۲۱ق با استفاده از ستون‌ها و سنگ‌های کاخ‌های پاسارگاد، مسجد جامعی در پیرامون آرامگاه ساخته و محرابی نیز بر سنگ درون اتاق آرامگاه حجاری شد. در سال ۱۳۵۰ خورشیدی به هنگام جشن‌های دوهزار و پانصد ساله سنگ‌ها به کاخ‌ها منتقل شدند.
در آثار کلاسیک فارسی، اشاره به این بنا موجز، ناچیز و پراکنده است. فارس‌نامهٔ ابن بلخی (۵۱۰ق ~ ۱۱۱۶م) از کهن‌ترین آثار فارسی‌است که به این بنا اشاره کرده است:

مرغزار کالان نزدیکی گور مادر سلیمان است طول آن چهار فرسنگ اما عرض ندارد مگر اندکی و گور مادر سلیمان از سنگ کرده‌اند خانهٔ بچهار سو هیچ‌کس در آن خانه نتواند نگریدن کی گویند کی طلسمی ساخته‌اند کی هر کی در آن نگرد کور شود اما کسی را ندیده‌ام کی این آزمایش کند.

دو سده و اندی پس از آن حمدالله مستوفی در نزهةالقلوب همین مطلب را که از ابن بلخی گرفته است — و خود بدین موضوع به تلویح اشاره کرده است — ذیل همان مرغزار کالان آورده است.
یان استرایس جهانگرد هلندی که در قرن هفدهم میلادی (۱۶۷۲م ~ ۱۰۸۲ق) از پاسارگاد بازدید کرده است، از مشهد مادر سلیمان به عنوان زیارتگاه نام می‌برد و می‌گوید که مخصوص زنان می‌بود و «مومنه‌هایی… سه بار قبر را به پیشانی می‌ساییدند و همان تعداد بار می‌بوسیدند، ذکر کوتاهی زیر لب می‌گفتند… و می‌رفتند.»
نخستین شخصی که دریافت مشهد مادر سلیمان همان آرامگاه کوروش است که نویسندگان اروپای باستان از آن نام برده‌اند، رابرت کرپورتر جهانگرد و دیپلمات انگلیسی بود که در سال ۱۸۱۸ میلادی (~ ۱۲۳۳ق) از پاسارگاد دیدن کرده بود. البته موریه  در سال ۱۸۰۹ (~ ۱۲۲۳ق) این احتمال را پیش کشیده بودند که بنای مذکور آرامگاه کوروش باشد. لیک خود آن را رد کرده بود. جرج کرزن، کر پورتر را نخستین انگلیسی‌ای دانسته است که بنای کوروش را باز شناخت و احتمال داده است که نخستین بازشناسنده گروتفند آلمانی بوده باشد. گروتفند پس از بررسی سفرنامه موریه احتمال قوی داد که دشت مرغاب همان پاسارگاد است و بعد از بازدید از محل با مقایسه مشخصات محل با حقایق تاریخی و گزارش‌های تاریخ‌نگاران باستانی، به این موضوع و اینکه بنایی که بین افراد محلی به مشهد مادر سلیمان شهرت پیدا کرده است، همان آرامگاه کوروش بزرگ بنیان‌گذار شاهنشاهی هخامنشیان است، یقین پیدا کرد. پاسکال کوست نیز در تصویری که از این آرامگاه در سال ۱۸۴۰ منتشر کرده، آن را آرامگاه منتسب به کورش نامیده است. با این حال در دههٔ پایانی قرن نوزدهم هنوز یکی‌بودن بنا و آرامگاه کوروش نزد بسیاری از دانشوران اروپایی مقبول نبود. برخی مخالفان محل پاسارگاد را جایی جز مرغاب می‌دانستند؛ مثلاً دارابگرد. بسیاری از مخالفان صاحب قبر را مؤنث می‌دانستند؛ البته نه مادر سلیمان پیغمبر بلکه مثلاً بانویی هخامنشی. وایسباخ آرامگاه کوروش را نه بنای مورد بحث در این نوشتار، بلکه بنایی موسوم به زندان سلیمان در پاسارگاد می‌دانست، که البته با یافته‌های باستان‌شناسی امروز احتمال فراوان می‌رود که آرامگاه کمبوجیه باشد. در ویراست ۱۰ دانشنامهٔ بریتانیکا (۱۹۰۲م) نوشته شده است: «آرامگاه مرغاب نمی‌تواند از آنِ کوروش باشد، چنان‌که غالباً گمان می‌رود.» و محل پاسارگاد نزدیک دارابگرد دانسته شده است. لیک در ویراست ۱۱ همان دانشنامه (۱۹۱۱م) دیگر محل پاسارگاد مرغاب دانسته شده است و آرامگاه از آنِ کوروش.
در همان دوران و پیش از فرارسیدن قرن ۲۰ میلادی، فرصت الدوله شیرازی در کتاب آثار عجم، در زیر نگاره‌ای که خود از آرامگاه کوروش نقاشی کرده است، نوشته است:

یکی از مورخین می‌گوید چون برخی جمشید را سلیمان می‌دانند شاید مادرش در آنجا مدفون باشد لهذا باین اسم خوانده شده اما در یکی از تواریخ اروپا مرقومست که سلیمان ابی جعفر برادر هارون الرشید شهر پسارگیدی را تحویل داشته وقتی از جانب خلیفه به حکومت آنجا رفته، مادرش که همراه بوده در آن سرزمین درگذشته و بخاک مدفون آمده از آنوقت معروف به قبر مادر سلیمان گردیده و بطول زمان گمان نموده‌اند سلیمان نبی است پس مشهد ام‌النبی نیز گفته‌اند و الله اعلم. این بلوک از شهرهای بزرگ ایران و اولین بناست که نهاده شده…

حسن حسینی فسایی در فارس‌نامهٔ ناصری (۱۳۱۰ق ~ ۱۸۹۳م) نظری مشابه مطرح می‌کند. با این تفصیل که چون عجم جمشید و سلیمان را یکی می‌دانسته‌اند قبر مادر جمشید را قبر مادر سلیمان خوانده‌اند. با آنکه هم فرصت‌الدولهٔ شیرازی و هم میرزا حسن حسینی فسایی با شاهان هخامنشی آشنا بوده‌اند، این بنا را متعلق به کسی از این شاهان ندانسته‌اند.
در سال‌های آغازین قرن بیستم هنوز عامهٔ مردم ایران آرامگاه را مشهد مادر سلیمان می‌دانستند. مؤمنات به زیارتش می‌رفتند و حاجت می‌طلبیدند. الیوت کروشی ویلیامز دولتمرد انگلیسی که در اوایل قرن بیستم به ایران سفر کرده بود در سفرنامه‌ای که نوشته است (۱۹۰۷م) با لحن خاص انگلیسیان می‌گوید: «به نظر می‌آید ایرانی افسانه را به تاریخ و خرافات را به هر دو ترجیح می‌دهد. از این رو امروز آرامگاه کوروش در سرزمین خودش با نام 'تخت مادر سلیمان' شناخته می‌شود». وی پس از انتقاداتی که شامل بی‌اعتنایی ایرانیان به تاریخ و بی‌اطلاعی ایشان از آن می‌شود می‌گوید: «چنین است که آرامگاه کوروش به طرزی مبهم نصیب 'مادر سلیمان' می‌شود و قوّت‌های فراطبیعی به این موجود الوهی که گمان می‌رود در قبر خفته است نسبت داده می‌شود.» مسافر انگلیسی در ادامه شرح می‌دهد که دختران و مخدرات که مشکلات عشقی یا کمبودهای عاطفی و جز آن می‌دارند پیشکش‌هایی که شامل قوطی‌های حلبی می‌شود به درون آرامگاه می‌آورند و به ریسمانی که در گوشهٔ اندرونی بسته شده است می‌آویزند. ویلیامز با نظر به کیفیت نازل هدایا نتیجه می‌گیرد که اعتقاد زوار یا غایت مطلوبشان ارزش چندانی نمی‌دارد. او مشاهداتش از این نمونهٔ «بی‌اعتنایی طنزآمیز زمان به خواسته‌های مردان بزرگ» را چنین به پایان می‌برد: «کتیبه‌ها از بین رفته است و آرامگاه، که از صاحبان اصلی‌اش بازگرفته شده است، به مزاری برای پیشکش‌های دونِ مردمی نادان به موجودی موهوم، فرو کاسته شده است. چون در انبوه دخیل‌های بسته‌شده و حلبی‌جات نگریستم با خود اندیشیدم که آیا کوروش خبر دارد و آیا اهمیت می‌دهد؟»
اروپاییان قرن نوزدهم و اوایل قرن بیستم، همواره با احترام از مقبره یاد کرده‌اند، مثلاً پرسی سایکس مورخ و ژنرال انگلیسی در مورد آن گفته است:
من دوبار از این آرامگاه بازدید کرده‌ام؛ و هر بار احساس کرده‌ام که دیدن اصلِ مقبرهٔ کوروش «شاه جهان، شاه بزرگ» چه افتخار بزرگی برایم بوده است. وانگهی شک دارم که هیچ بنایی باشد که به‌لحاظ اهمیت تاریخی برای ما آریایی‌ها، از آرامگاه بنیان‌گذار شاهنشاهی ایران، که ۲۴۴۰ سال پیش در اینجا دفن شده است، درگذرد.
در سال ۱۳۵۰ خورشیدی به مناسبت ۲۵۰۰امین سالگرد شاهنشاهی ایران، جشنهای مفصلی برگزار شد که مراسم گشایش آن با سخنرانی محمدرضا شاه پهلوی در برابر آرامگاه کوروش بزرگ شکل گرفت. وی در این سخنرانی دربارهٔ کوروش و آرامگاهش چنین گفت:

در این لحظه پرشکوه تاریخ ایران، من و همه ایرانیان، همه فرزندان این شاهنشاهی کهن که دوهزار و پانصد سال پیش به دست تو بنیاد نهاده شد، در برابر آرامگاه تو سر ستایش فرود می‌آوریم و خاطره فراموش نشدنی تو را پاس می‌داریم. همه ما در این هنگام که ایران نو با افتخارات کهن پیمانی تازه می‌بندد، تورا به نام قهرمان جاودان تاریخ ایران، به نام بنیانگذار کهنسال‌ترین شاهنشاهی جهان، به نام آزادی‌بخش بزرگ تاریخ، به نام فرزند شایسته بشریت، درود می‌فرستیم.

## برخورد نارنجک‌دستی به آرامگاه
در ۳۰ اسفند ۱۳۹۱ و در لحظه تحویل سال ۱۳۹۲ درحالی‌که جمعیت زیادی در اطراف آرامگاه کوروش حضور داشتند، فردی ناشناس یک نارنجک دستی (ترقه) به دیواره پشت آرامگاه پرتاب کرد که لکهٔ سیاهی بر روی بنای آرامگاه به‌جای گذاشت. شخص مجرم در این ماجرا شناسایی نشد.

## بازسازی آرامگاه

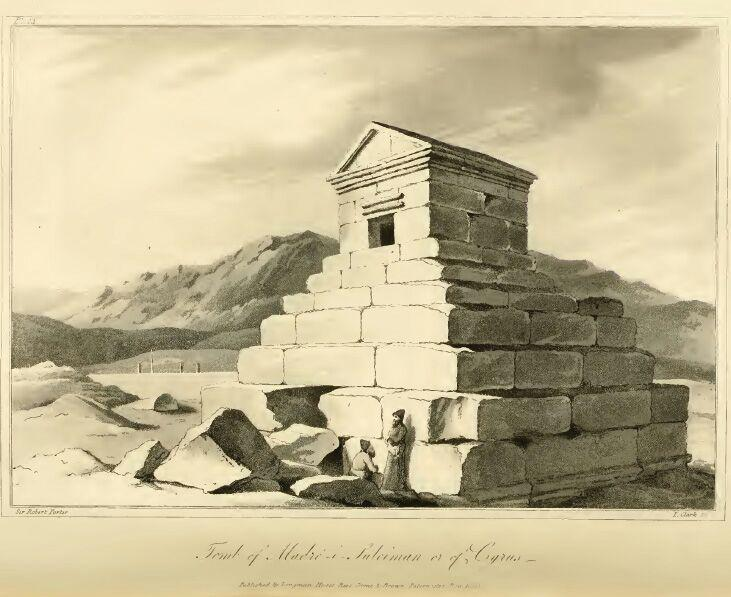
نقاشی رابرت کر پورتر از مقبره کوروش بزرگ

این آرامگاه دو بار، یکی در سال ۱۳۵۰ خورشیدی و بار دوم بین سالهای ۱۳۸۰ تا ۱۳۸۷ خورشیدی مرمت و بازسازی شده است. بار اول عملیات مرمت به سرپرستی علی سامی (رئیس وقت مؤسسه باستانشناسی تخت جمشید) انجام شد و از ملات سیمان نیز جهت بازسازی بام آرامگاه استفاده شده بود. بازسازی‌های انجام گرفته در سال ۱۳۵۰ بیشتر به منظور آماده‌سازی آرامگاه کوروش جهت برگزاری جشن‌های ۲۵۰۰ ساله شاهنشاهی ایران بود.
در بار دوم به گزارش خبرگزاری مهر، عده‌ای از کارشناسان میراث فرهنگی ادعا نموده‌اند که در جریان بازسازی سقف آرامگاه آسیب جدی دیده است. به ادعای یکی از این کارشناسان، مرمتگر این بنا مرمتگری را به‌طور تجربی آموخته است و در این زمینه تحصیلات علمی و دانشگاهی ندارد و پس از رفتن گروه متخصص ایتالیایی از تخت جمشید مسئولیت مرمت آرامگاه کوروش را بر عهده گرفته است. این کارشناس مدعی شده است که این مرمتگر در طول مرمت اشتباهاتی انجام داده که بیشترین آن مربوط به تخریب سقف آرامگاه است.
یکی دیگر از کارشناسان سازمان میراث فرهنگی نیز به خبرنگار مهر گفته است:

اگر عملیات مرمت سقف آرامگاه بر اساس شیوه‌های درست علمی صورت می‌گرفت باید دست کم این امر ۲ سال دیگر به پایان می‌رسید. این در حالی است که این امر یکماهه انجام شده و قسمتهایی از سنگ تاریخی مقبره با قدمت ۲۵۰۰ سال برداشته شده و سنگی جدید جایگزین آن شده است و این موضوع برای یک اثر تاریخی حکم مرگ را دارد.

کاوه فرخ نیز در برنامه میزگردی که توسط تلویزیون بخش فارسی صدای آمریکا در تاریخ ۲۹ دسامبر ۲۰۰۸ با حضور حسن راهساز، سرپرست تیم مرمت آرامگاه کوروش بزرگ، برگزار شده بود، مدعی شد که عملیات مرمت طبق اصول باستان‌شناسی انجام نشده است و این عملیات به آرامگاه صدمه رسانده است. وی خواستار شد که جهت روشن شدن موضوع تیمی از باستان‌شناسان مطرح ایرانی و خارجی مانند دیوید استروناخ، ریچارد فرای و دیگران از آرامگاه بازدید کارشناسی کنند، که مورد مخالفت راهساز به دلایل امنیتی قرار گرفت.
این در حالیست که دکتر محمد حسین طالبیان مدیر بنیاد پژوهشی پارسه پاسارگاد در این باره مدعی شده است که عملیات مرمت این اثر تاریخی با مسئولیت یکی از استادان و کارشناسان مرمت سنگ برجسته کشور و همکاری مرمتگران بومی شهرستان پاسارگاد فارس صورت گرفته و گزارش آن را نیز به یونسکو ارسال کرده‌ایم و اگر مشکلی در امر مرمت وجود داشت به‌طور حتم یونسکو این موضوع را به ما اعلام می‌کرد، اما چنین نشده است.
شهرام رهبر، تدوینگر طرح مرمت آرامگاه کوروش دربارهٔ دلیل شروع بازسازی آرامگاه در سال ۱۳۸۰ می‌گوید: دراواخر سال ۷۹ و اوایل سال ۸۰ نفوذ آب به سطوح دیواره و جاری شدن آن از سقف مشاهده شده است که به همین منظور در سال ۸۰ داربست فلزی چندمنظوره‌ای برای زیر پاقراردادن با امکان باربری برپا شد. به گفتهٔ وی، در نیمه دوم سال ۸۰ مطالعات مربوط به حفاظت و مرمت آرامگاه آغاز شده است که شکسته و فاسدشدن ملات‌های سیمانی، رویش درختچه‌ها، وجود ریشه‌های درخت انجیر وحشی، جابه‌جایی بلوک‌های سنگی و وجود درزهای باز از جمله مهم‌ترین مشکلات بام آرامگاه اعلام شده‌اند.

### نماهایی از بازسازی آرامگاه - ماه مه ۲۰۰۶

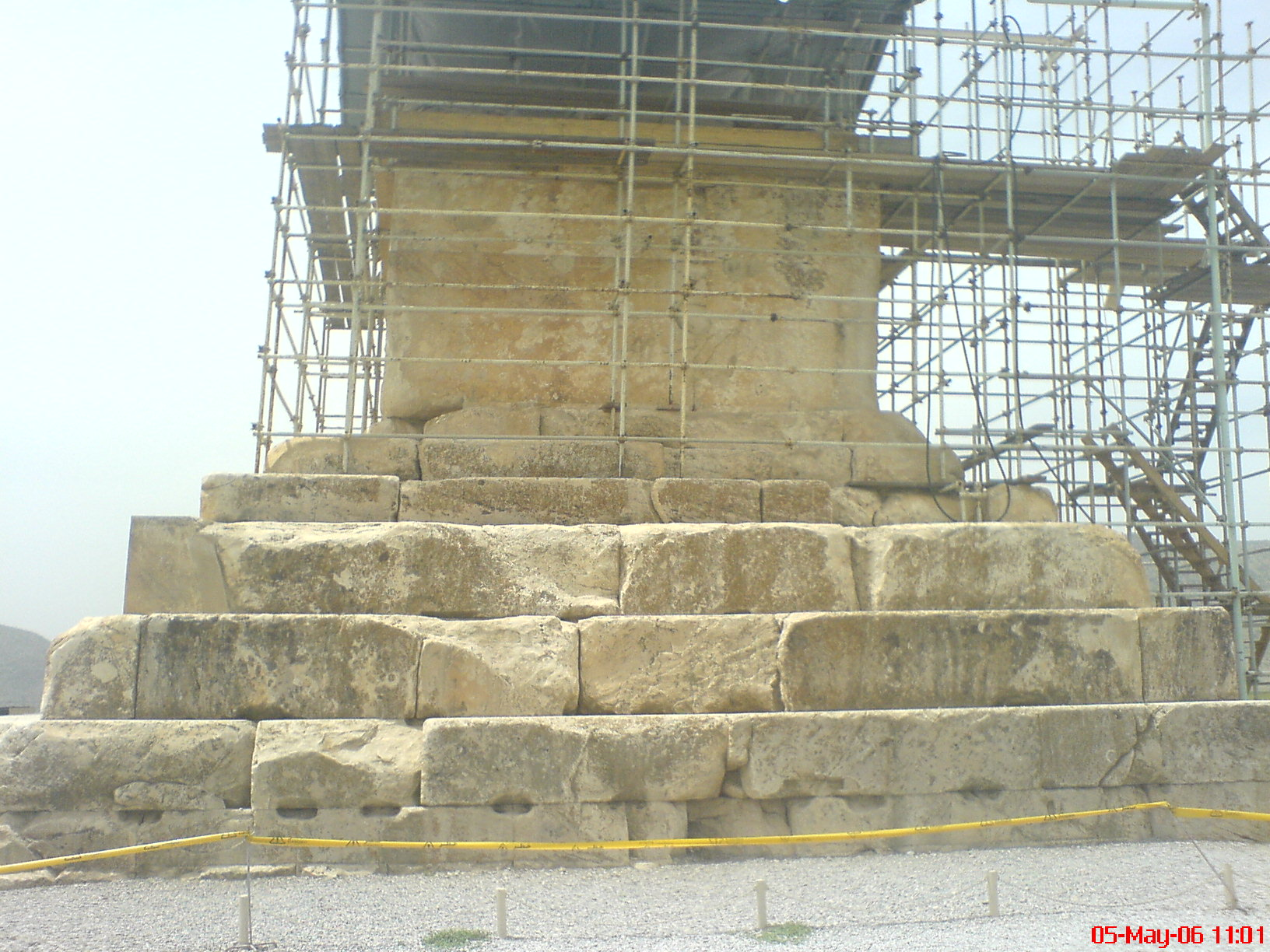
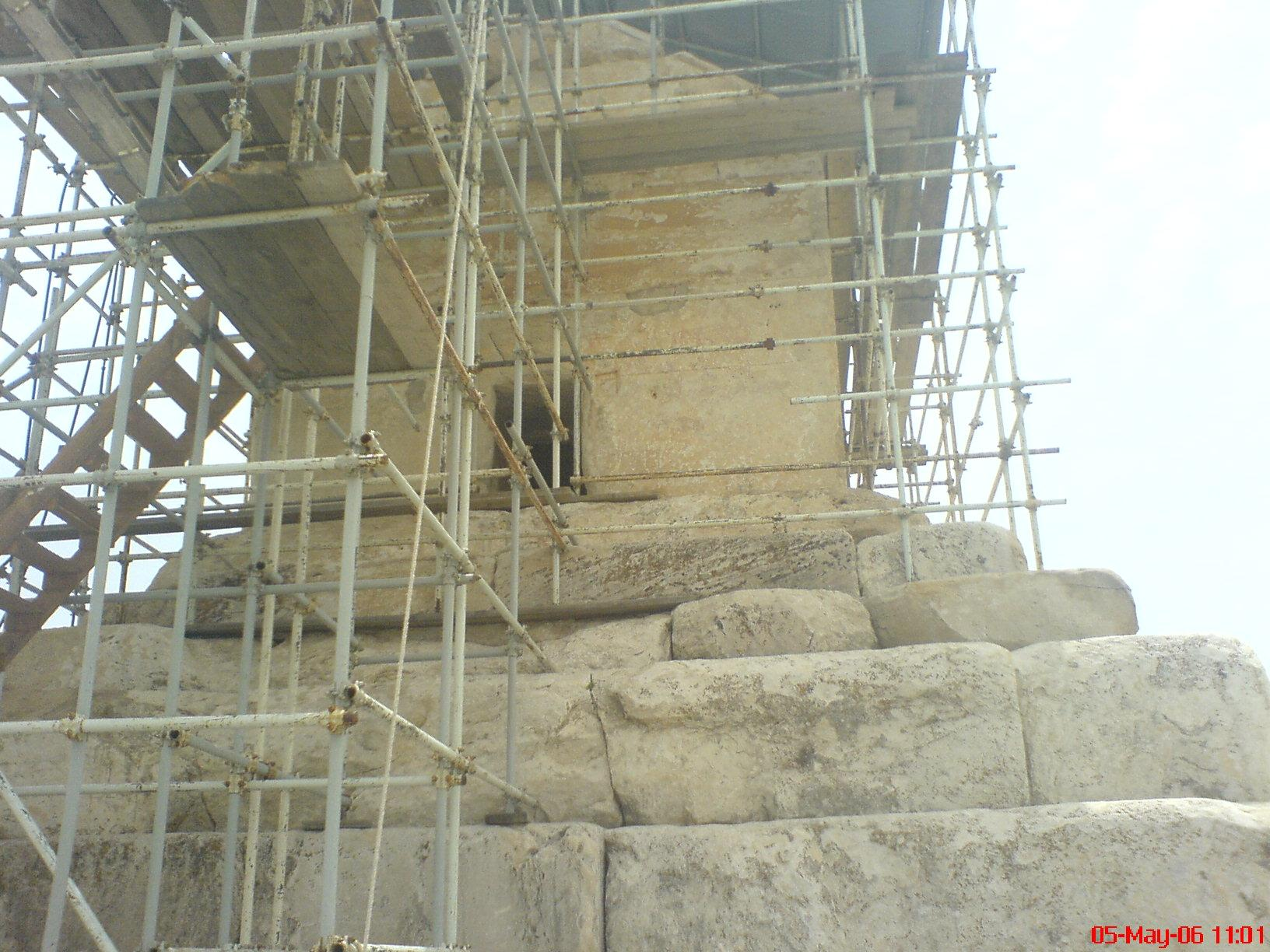
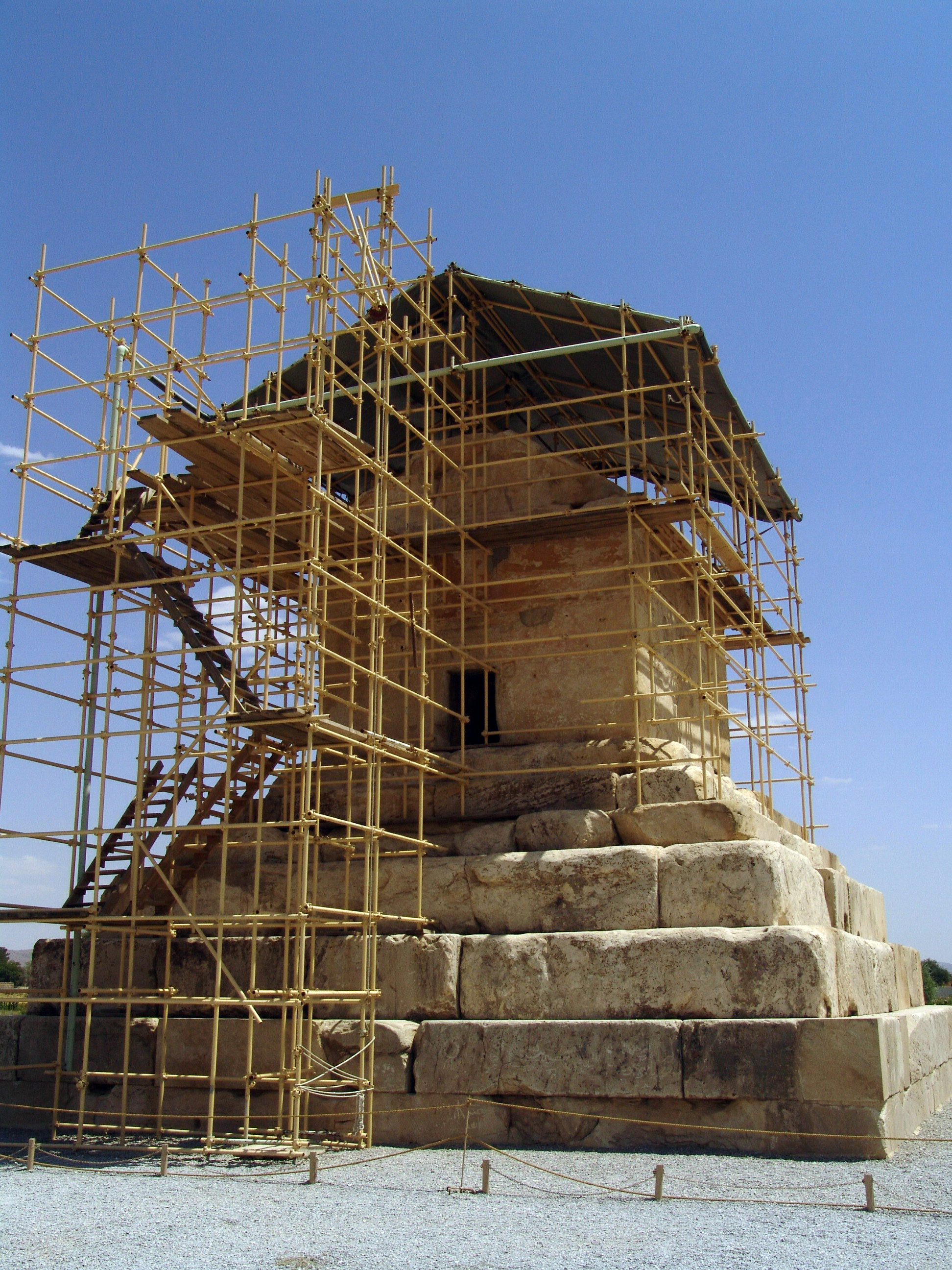
این نگاره در ۳۰ اوت ۲۰۰۷ گرفته شده است.
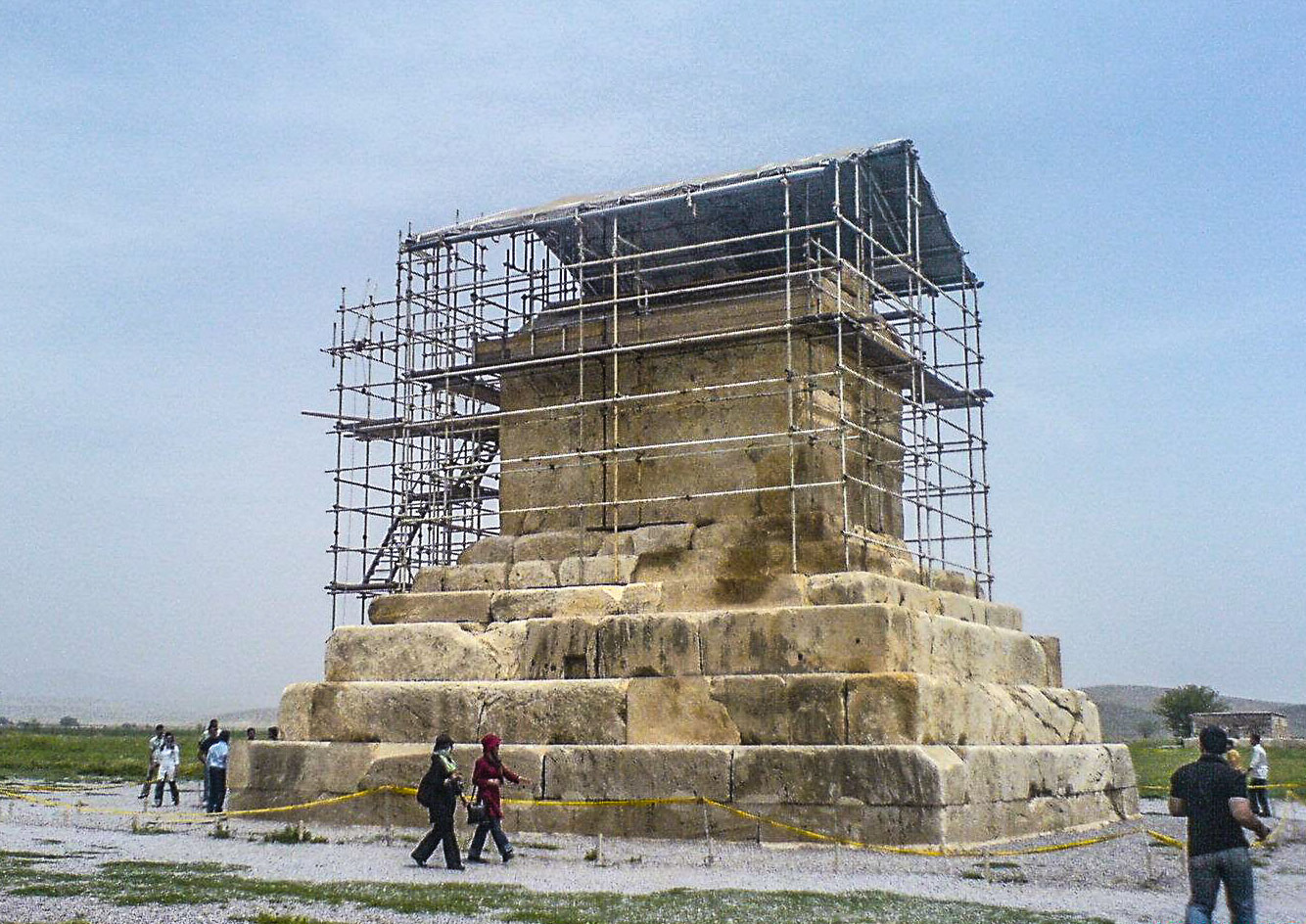
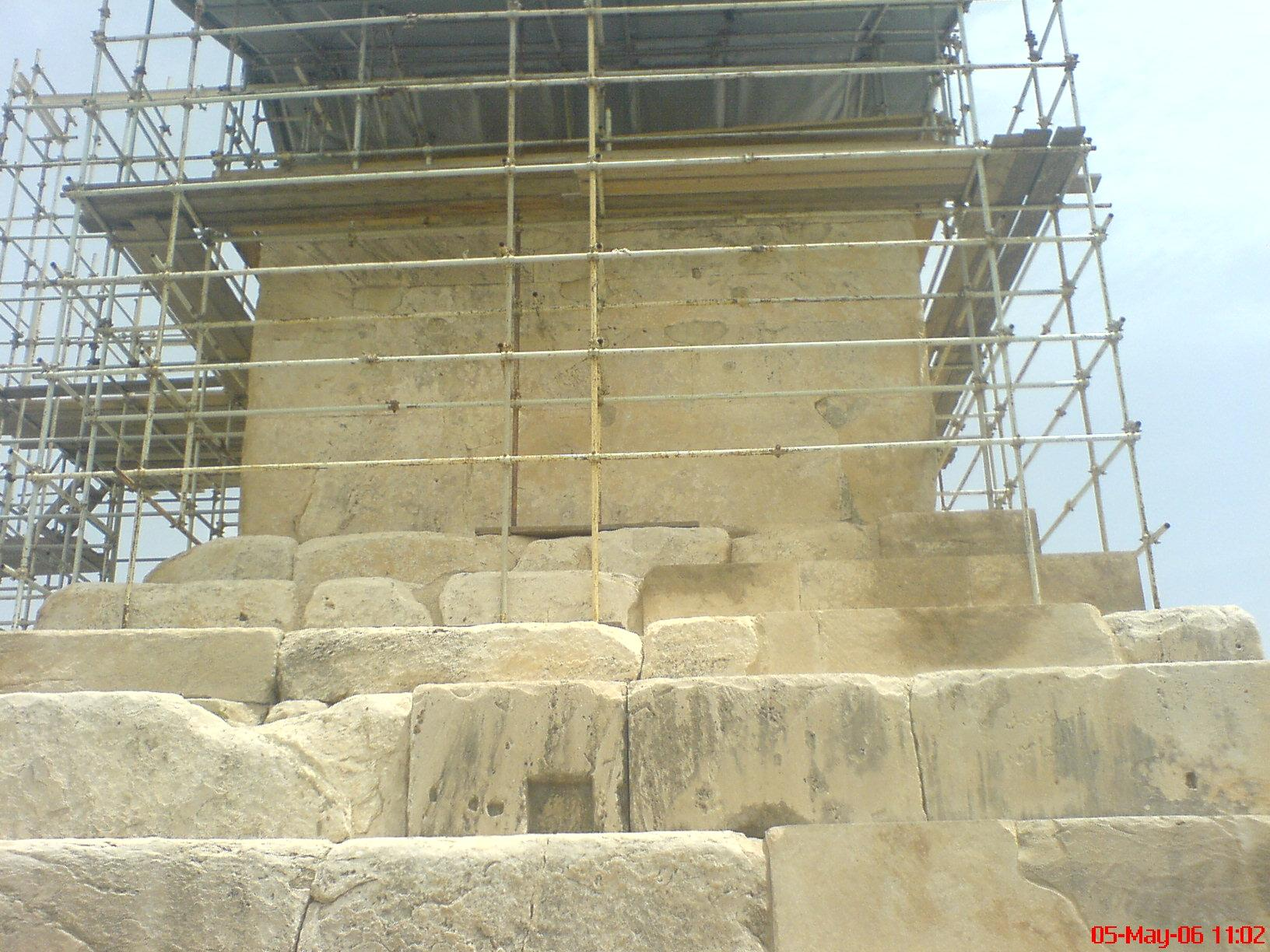

## بناهای مشابه
به نظر می‌آید که بنایی شبیه آرامگاه کوروش چه در ایران و چه در خارج پیش از ساختش وجود نداشته است، اگرچه بعدها بناهایی شبیه آن ساخته شده است.

گور دختر واقع در بخش مرکزی شهرستان دشتستان در استان بوشهر یکی از آثار تاریخی دورهٔ هخامنشی در ایران است که بسیار شبیه به آرامگاه کوروش بزرگ است. شاپور شهبازی معتقد بود که این گور به کوروش کوچک تعلق دارد.

همچنین آرامگاهی با شباهت بی‌نظیر به آرامگاه کوروش به نام تاش کوله یا مزار پارسی(pers mezari) در سارد وجود دارد که احتمالاً در دورانی که لیدی یکی از ساتراپهای شاهنشاهی هخامنشی بود، به تقلید از آرامگاه کوروش برای یکی از بزرگان پارسی یا لیدیایی ساخته شده است. این بنا در نزدیکی منطقهٔ فوچا در ازمیر ترکیه قرار گرفته است و در بین افراد محلی به تاش کوله (به معنای برج سنگی) (به ترکی استانبولی: Taş Kule) معروف است. این بنا همانند آرامگاه کوروش بزرگ به شکل هرم است و برای ساخت آن از سنگ آهک استفاده شده است.

بنایی دیگری که شباهت زیادی به آرامگاه کوروش دارد و در دوران هخامنشیان به صورت ناتمام ساخته شده است، به تخت گوهر یا تخت رستم معروف است و در شهرستان مرودشت استان فارس، در نزدیکی بناهای نقش رستم و نقش رجب واقع است.

همچنین آرامگاه فردوسی در توس یکی از شاخص‌ترین بناهای مدرنی است، که شباهت زیادی به آرامگاه کوروش دارد.

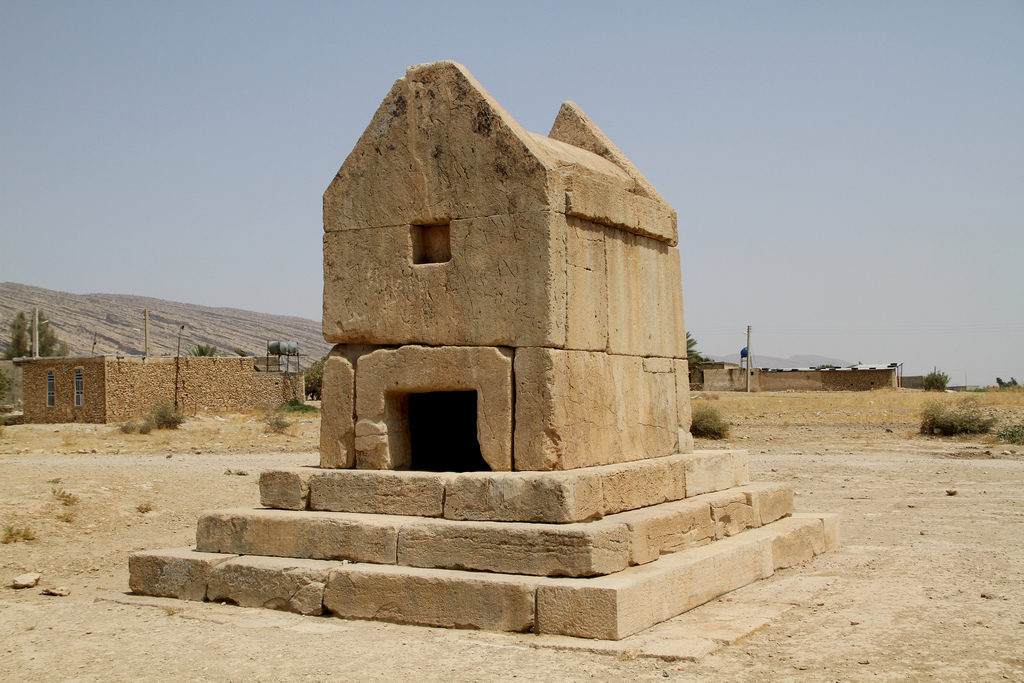
گور دختر، ساخته شده در سال ۶۰۰ قبل از میلاد
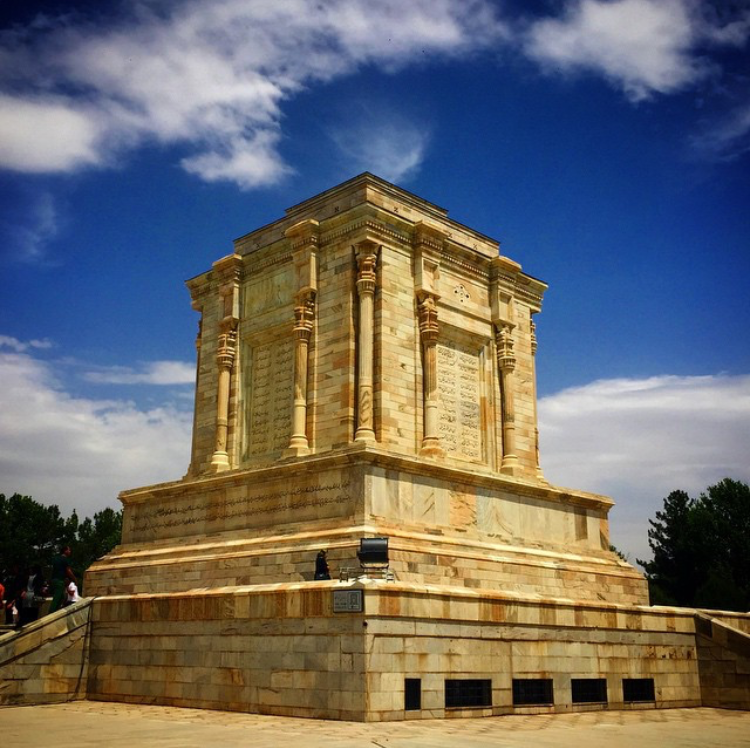
آرامگاه فردوسی، ساخته شده در ۱۳۱۳ خورشیدی
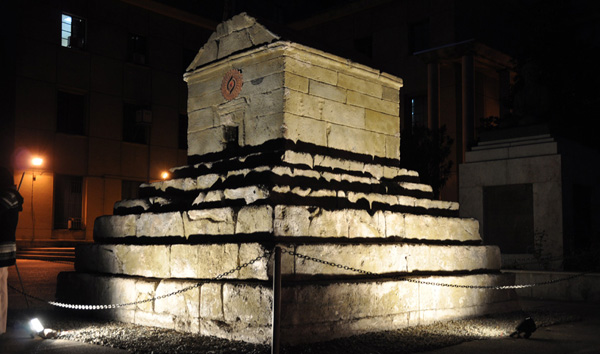
ماکت بازسازی‌شده این بنا روبروی دانشکده ادبیات و علوم انسانی دانشگاه تهران، سال ۱۳۹۲

## جشن نوروز
چند سالی است که در لحظه تحویل سال نو عده‌ای از ایرانیان برای برگزاری جشن نوروز و گرامیداشت یاد و خاطره کوروش بزرگ در آرامگاه وی گردهم جمع می‌شوند و به شادی و پایکوبی و گلباران آرامگاه بزرگ می‌پردازند. حضور گسترده جوانان در این مراسم در سال ۱۳۸۹ خورشیدی قابل توجه است. گستردن پرچم سه رنگ ایران و نهادن سبزه، هفت سین، نگاره اشو زرتشت، اوستا و خواندن گروهی سرود ای ایران، اوستاخوانی و شاهنامه‌خوانی از جمله برنامه‌های این جشن است.

## نگارخانه

این نگاره توسط دیوید استروناخ در بین سالهای دهه ۱۹۶۰ تا دهه ۱۹۷۰ ثبت شده است.
پویانمایی ۳۶۰ درجه آرامگاه کوروش بزرگ - تصاویر در تاریخ ۲۴ ژوئن ۲۰۱۰ برابر ۳ تیر ۱۳۸۹ گرفته شده‌اند.
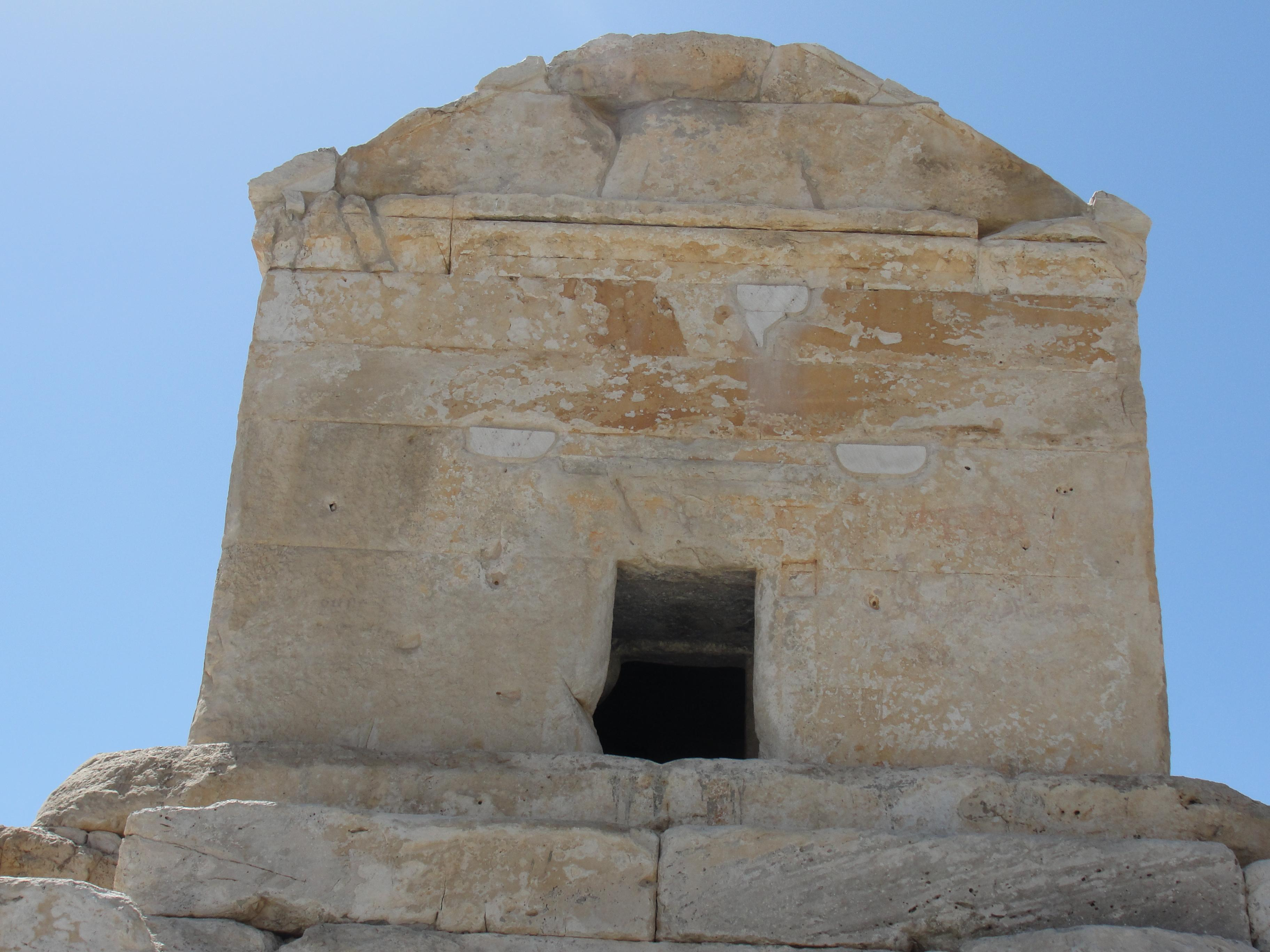
آثار باقی‌مانده از گل خورشیدواری که بالای در آرامگاه حک شده بود.
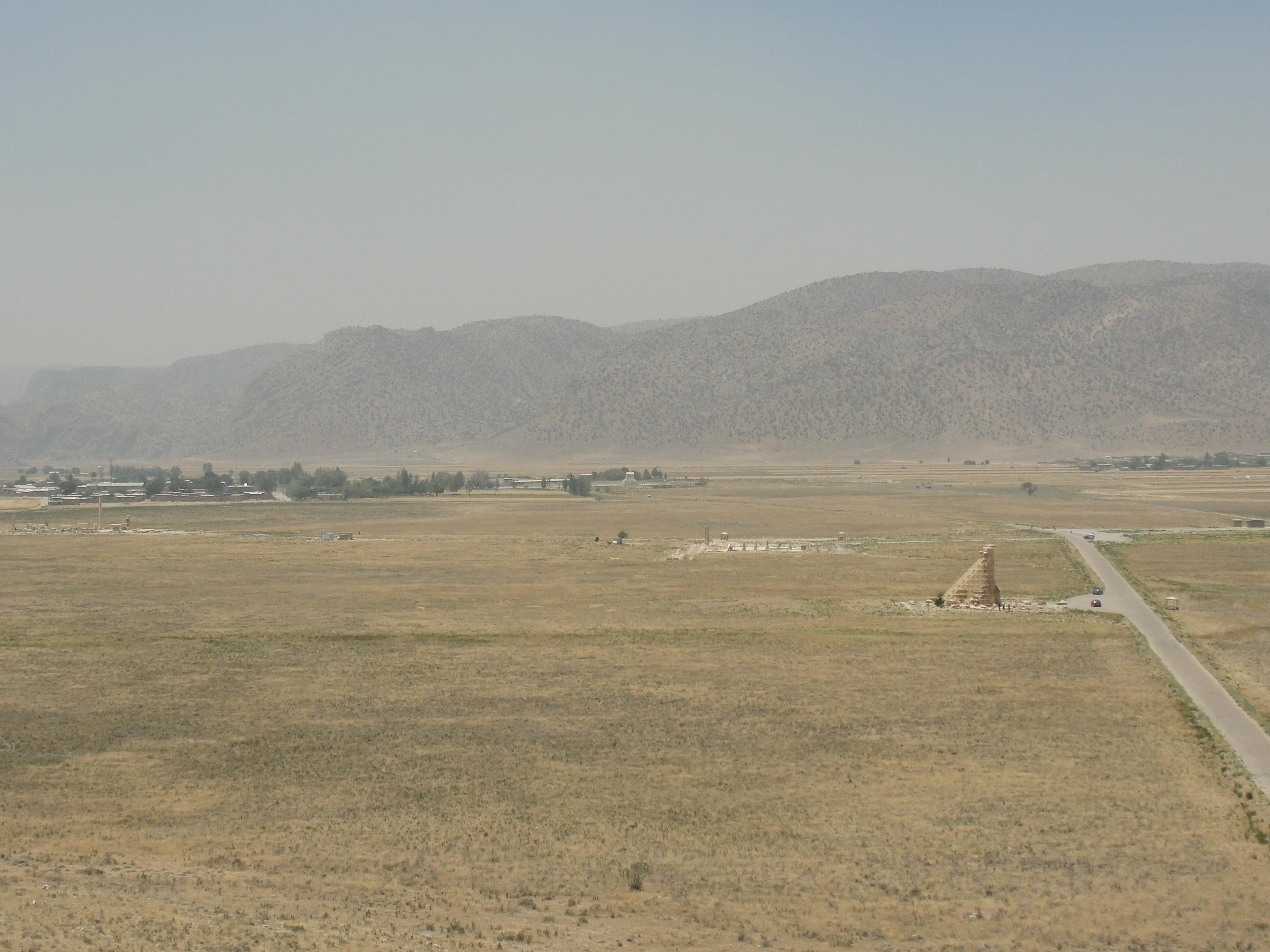
نمای پاسارگاد از روی تپه تل‌تخت. آرامگاه کوروش بزرگ دورترین بناست که در قسمت مرکزی بالای تصویر دیده می‌شود.
تقدیم دسته گل به آرامگاه کوروش بزرگ توسط سرباز هخامنشی در جشن‌های ۲۵۰۰ ساله شاهنشاهی ایران
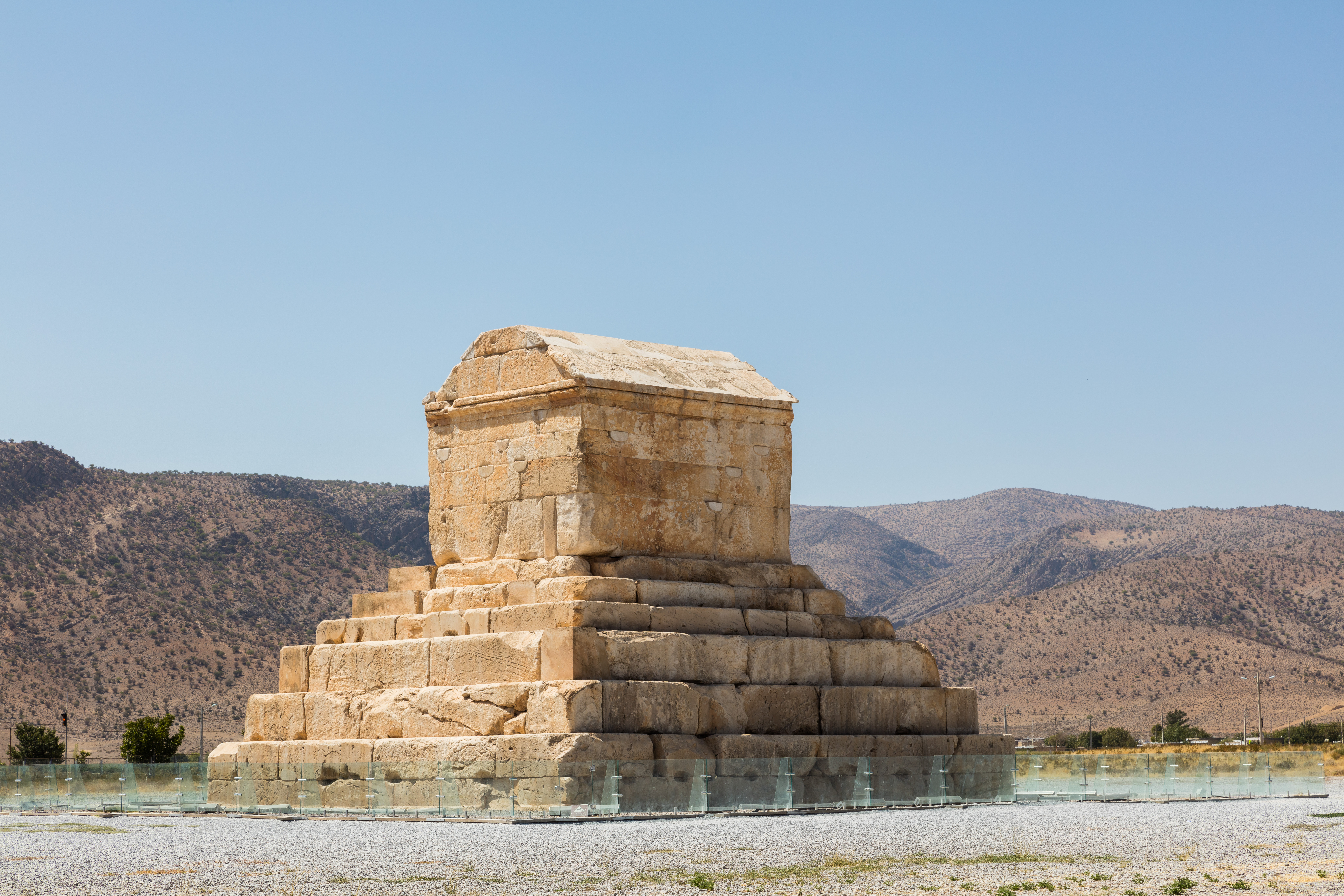
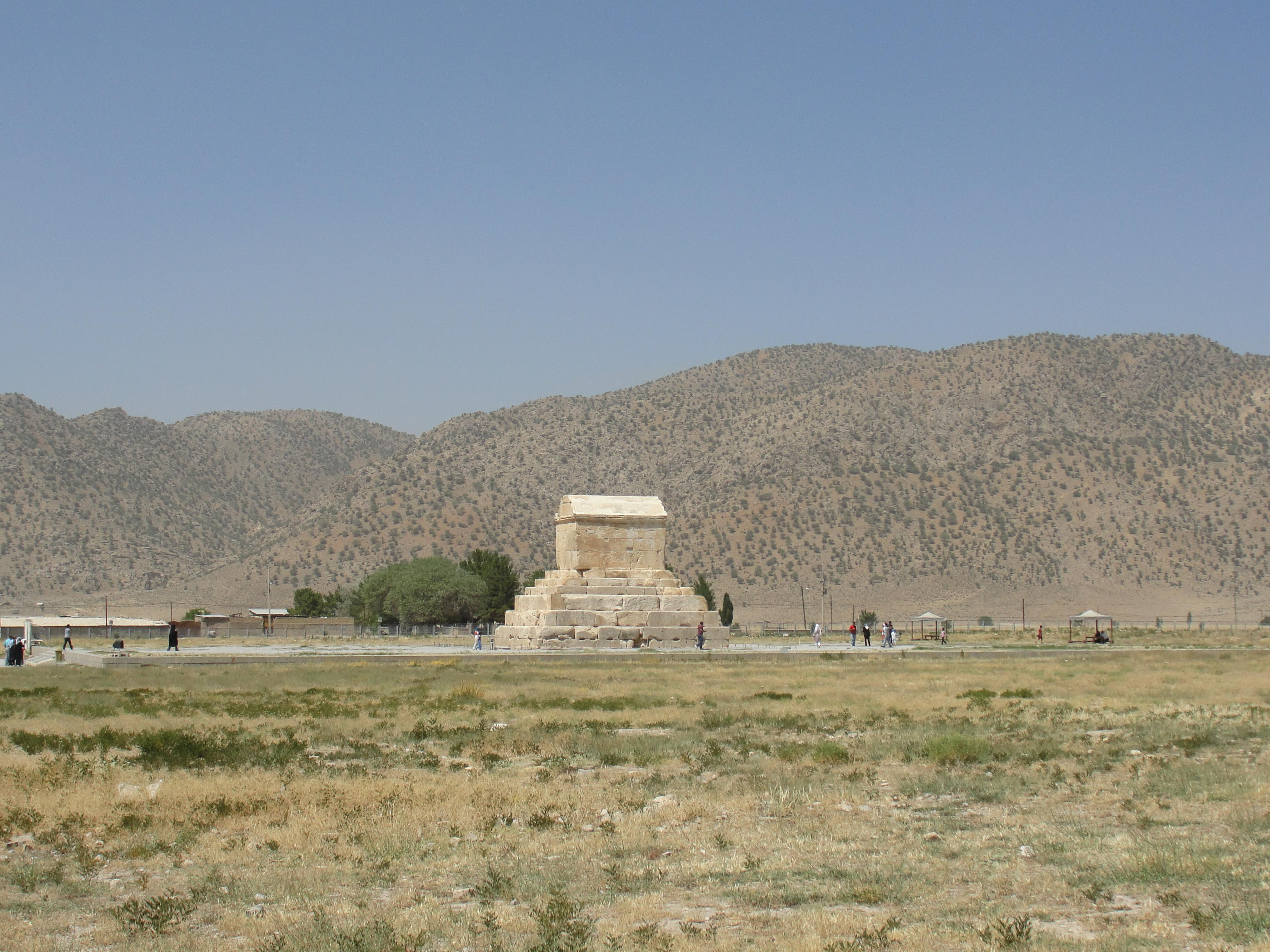
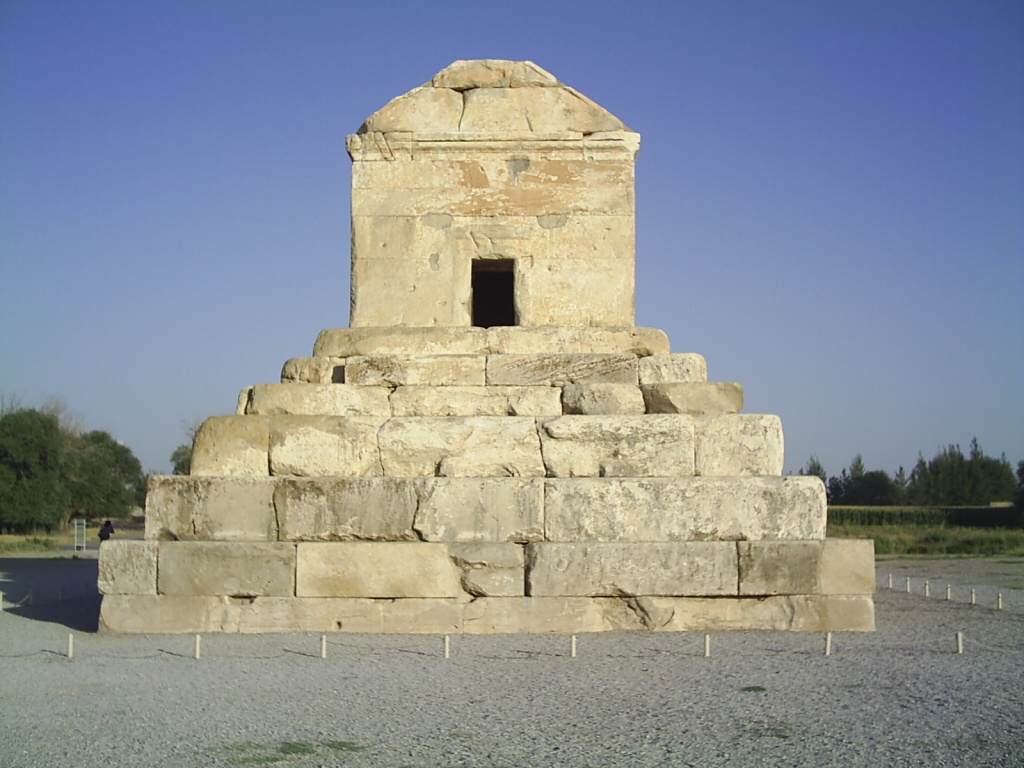
آرامگاه کوروش بزرگ
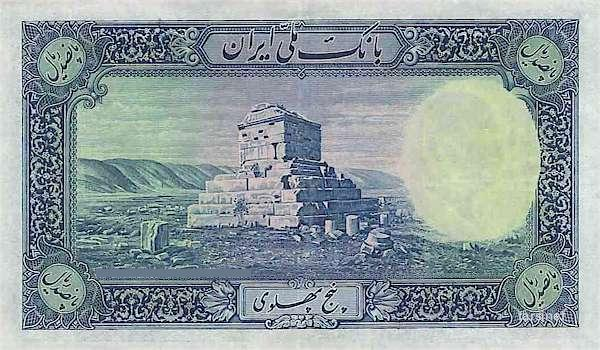
نقش آرامگاه کوروش بزرگ روی اسکناس ۵۰۰ ریالی دوره رضا شاه پهلوی چاپ بانک ملی ایران
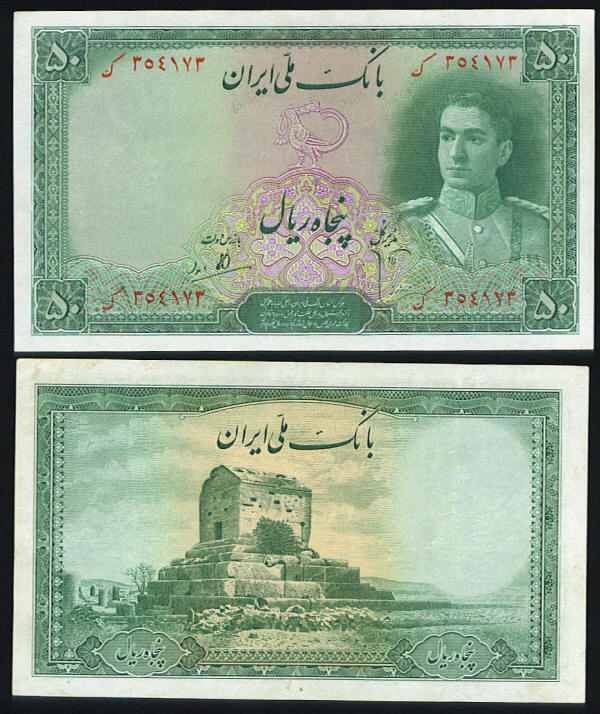
پنجاه ریالی - پشت اسکناس تصویر آرامگاه کوروش بزرگ
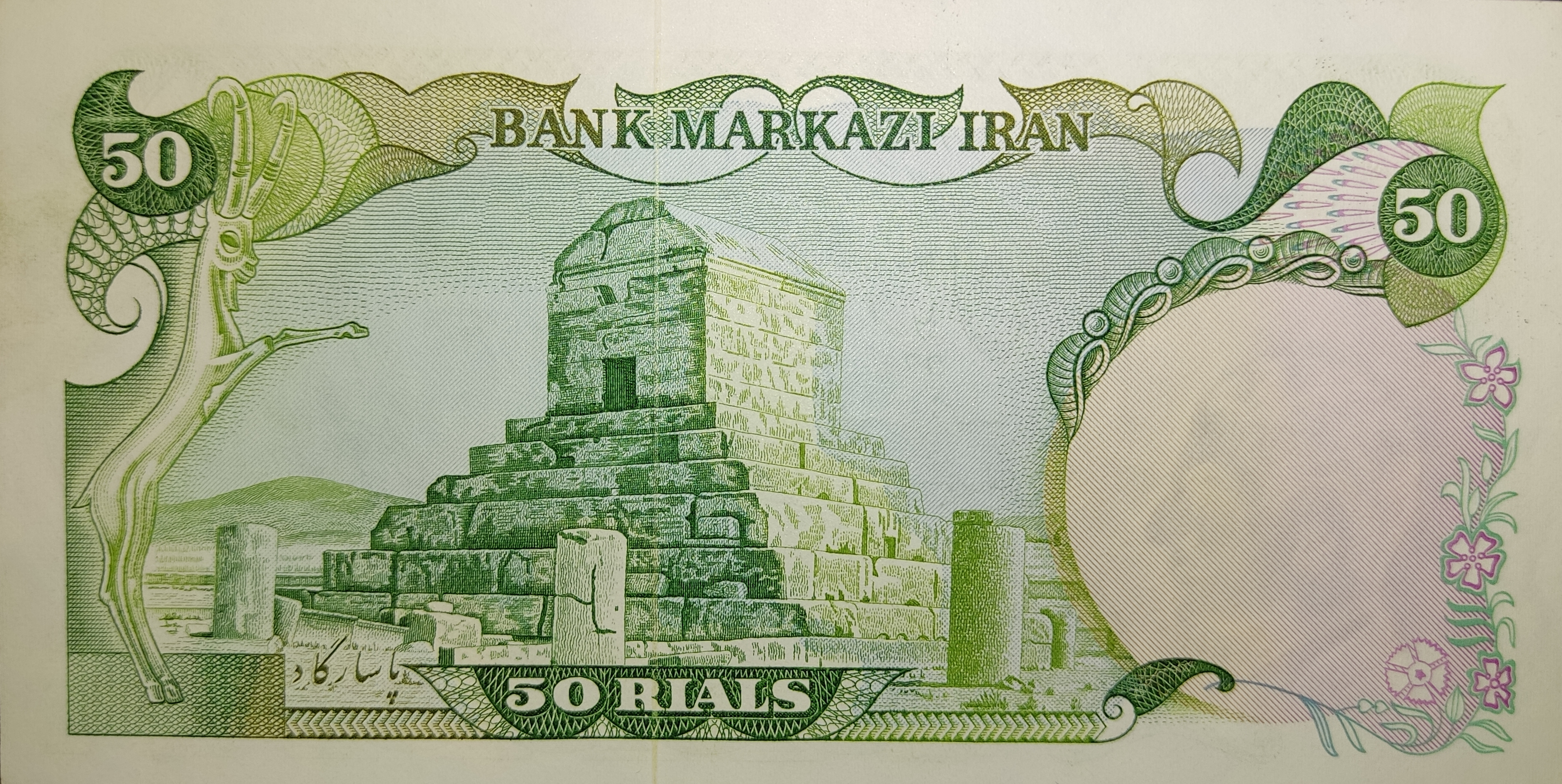
نقش آرامگاه کوروش بزرگ روی اسکناس ۵۰ ریالی دوره محمدرضا شاه پهلوی
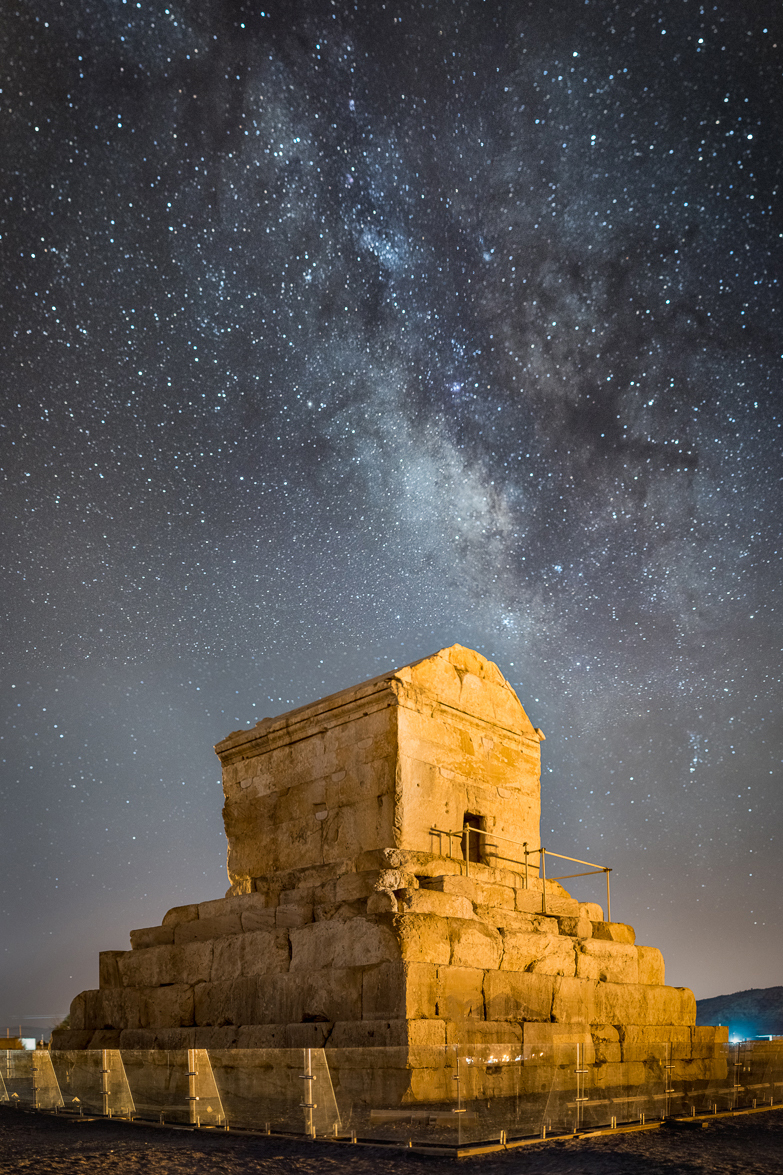
عکاسی در شب از آرامگاه کوروش بزرگ

## فهرست گزیدهٔ منابع و مآخذ
- ابن بلخی (۱۹۲۱)، فارس‌نامه، به کوشش به سعی و اهتمام گای لیسترانج و رینولد الن نیکلسون.، کمبریج: مطبعهٔ دارالفنون
- حسینی فسائی، حسن (۱۳۷۸)، فارس‌نامه ناصری، به کوشش تصحیح و تحشیه منصور رستگار فسائی.، امیرکبیر
- بریان، پیر (۱۳۸۷). امپراتوری هخامنشی. ج. ۱. ترجمهٔ ناهید فروغان. تهران: نشر فرزان روز. شابک ۹۶۴-۳۲۱-۰۷۸-۲.
- داندامایف، محمد (۱۳۸۶). ایران در دوران نخستین پادشاهان هخامنشی. ترجمهٔ روحی ارباب. تهران: انتشارات علمی و فرهنگی. شابک ۹۷۸-۹۶۴-۴۴۵-۳۳۴-۲.
- شهبازی، علی‌رضا شاپور (۱۳۸۸)، راهنمای جامع پاسارگاد، شیراز: بنیاد فارس‌شناسی شیراز، شابک ۹۶۴-۹۰۳۸۰-۴-۲
- فرصت‌الدوله شیرازی (۱۳۶۲)، آثار عجم، به کوشش به کوشش علی دهباشی.، تهران
- فره‌وشی، بهرام (۱۳۶۸)، ایرانویج، تهران: مؤسسه انتشارات و چاپ دانشگاه تهران
- مستوفی، حمدالله (۱۳۸۱)، نزهةالقلوب (بخش نخست مقاله سوم)، به کوشش به کوشش محمد دبیر سیاقی.، قزوین: حدیث امروز، شابک ۹۶۴-۷۵۳۶-۱۷-۸

- Arriani, Flavii (1907), Anabasis Alexandri (به انگلیسی), به کوشش Edidit A. G. Groos., Lipsiae: Typis B. G. Teubneri
- Arrian (1884), The Anabasis of Alexander (به انگلیسی), به کوشش Literally Translated with Commentary by E. J. Chinnock., London
- Boardman, John (1988), The Cambridge ancient history (به انگلیسی), Cambridge University Press
- Briant, Pierre (2006), From Cyrus to Alexander: A History of the Persian Empire (به انگلیسی)
- Crawshay Williams, E. (1907), Across Persia (به انگلیسی), London: Edward Arnold, Publisher to the India Office
- Curzon, Goerge N (1892), Persia and the Persian Question (2 volumes) (به انگلیسی), London: Longmans, Green and Co
- Dusinberre, Elspeth R. M (2003), Aspects of empire in Achaemenid Sardis (به انگلیسی), Cambridge University Press
- Gall, H. V (1979), "Bemerkungen zum Kyrosgrab in Pasargadae und zu verwandten Denkmälern", Archäologische Mitteilungen aus Iran. Neue Folge (به آلمانی), Berlin, vol. Bd. 12, p. 271-279
- Heeren, Arnold Hermann Ludwig (1846), "On Pasargadae and the Tomb of Cyrus; by G.F.Grotefend", Heeren's works: Tr. from the German, Volume 5 (به انگلیسی), D.A. Talboys, p. 350-359
- Kleiss, W (1979), "Madar-e Suleiman, das Grab des Kyros als islamisches Heiligtum", Archäologische Mitteilungen aus Iran. Neue Folge (به آلمانی), Berlin, vol. Bd. 12, p. 281-287
- Heckel, Waldemar; Yardley, John (2004), Alexander the Great: historical texts in translation (به انگلیسی), Wiley-Blackwell{{citation}}:  نگهداری یادکرد:نام‌های متعدد:فهرست نویسندگان (link)
- Krefter, Friedrich (1979), "Mit Ernst Herzfeld in Pasargadae und Persepolis 1928 und 1931–1934.", Archäologische Mitteilungen aus Iran. (به آلمانی), vol. Band 12, p. 13–25
- Morier, James (1816), A Journey Through Persia, Armenia and Asia Minor to Constantinople, in the Years 1808 and 1809 (به انگلیسی), Philadelphia
- Plutarch (1967), Plutarch's Lives: VII, Demosthenes and Cicero; Alexander and Caesar (به انگلیسی), translated by Tr. Bernadotte Perrin, London: William Heinemann
- Porter, Robert Ker (1821), Travels in Georgia, Persia, Armenia, Ancient Babylonia. (2 vols) (به انگلیسی), London
- Schmitt, Rüdiger (1988), "Achaimenideninschriften in griechischer literarischer Überlieferung", Acta Iranica (به آلمانی), vol. Band 28, p. 17–25
- Strabo (1930), Τhe Geography of Strabo: in Eight volumes. vol 7 (به انگلیسی), به کوشش Ed. Page, Capps and Rouse. tr. H. L. Jones., London
- Stronach, David (1971), "A Circular Symbol on the Tomb of Cyrus", Iran (به انگلیسی), vol. Vol. 9, p. 155–159 {{citation}}: |دوره= has extra text (help)
- Stronach, David (1978), Pasargadae: A Report on the Excavations Conducted by the British Institute of Persian Studies from 1961-63 (به انگلیسی), Oxford University Press
- Dedeoglu, Hasan (2003), The Lydians and Sardis (به انگلیسی), Istanbul: A Turizm Yayinlari
- Struys, John (1684), The Voyages and Travels of John Struys (به انگلیسی), به کوشش Done out of Dutch by John Morrison., London
- Sykes, P. M (1915), A History of Persia (2 volumes) (به انگلیسی), London: MACMILLAN AND CO
- Weissbach, F. H (1894), "Das Grab des Cyrus und die Inschriften von Murghāb", Zeitschriften der Deutschen Morgenländischen Gesellschaft (به آلمانی), vol. Bd. 48, p. 653–665
- Zournatzi, Antigoni (1993). "CYRUS v. The Tomb of Cyrus". Encyclopædia Iranica (به انگلیسی). Vol. 6. New York: Bibliotheca Persica Press. p. 522-524. Retrieved 2012-06-30.